# Bundesgartenschau 2011
Die Bundesgartenschau 2011 fand vom 15. April bis 16. Oktober 2011 in Koblenz statt und war die erste Bundesgartenschau in Rheinland-Pfalz. Veranstaltungsplätze waren das Plateau vor der Festung Ehrenbreitstein, der Platz vor und hinter dem Kurfürstlichen Schloss und das Areal um das Deutsche Eck (Blumenhof). Das Deutsche Eck selbst konnte ohne Eintritt besucht werden. Mit über 3,5 Mio. Besuchern soll sie die erfolgreichste Bundesgartenschau seit Einführung des elektronischen Zählsystems im Jahr 1997 gewesen sein. Sie erwirtschaftete einen Gewinn von 13 Mio. Euro.

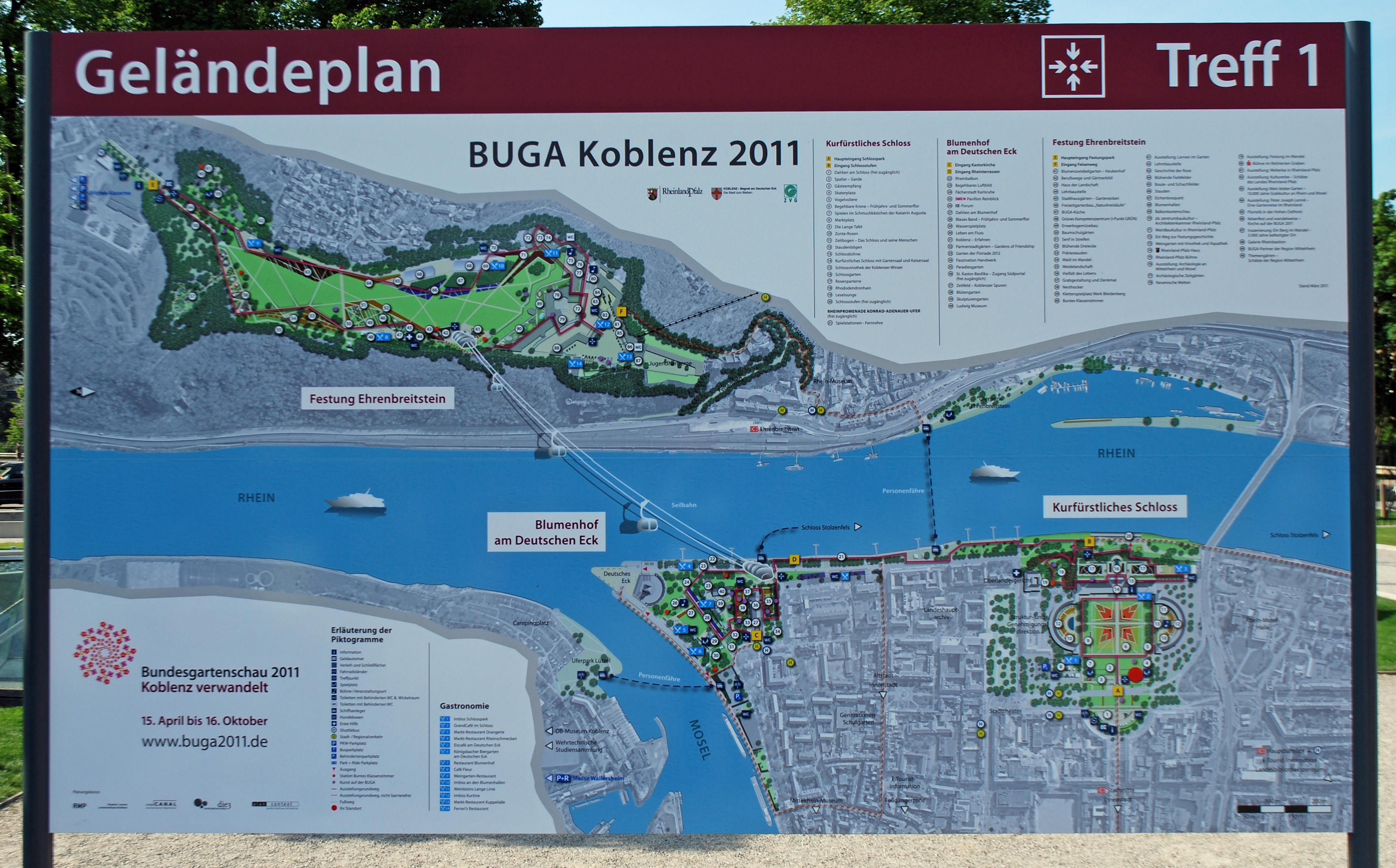
Übersicht über das Buga-Gelände

## Planungen und Vergabe

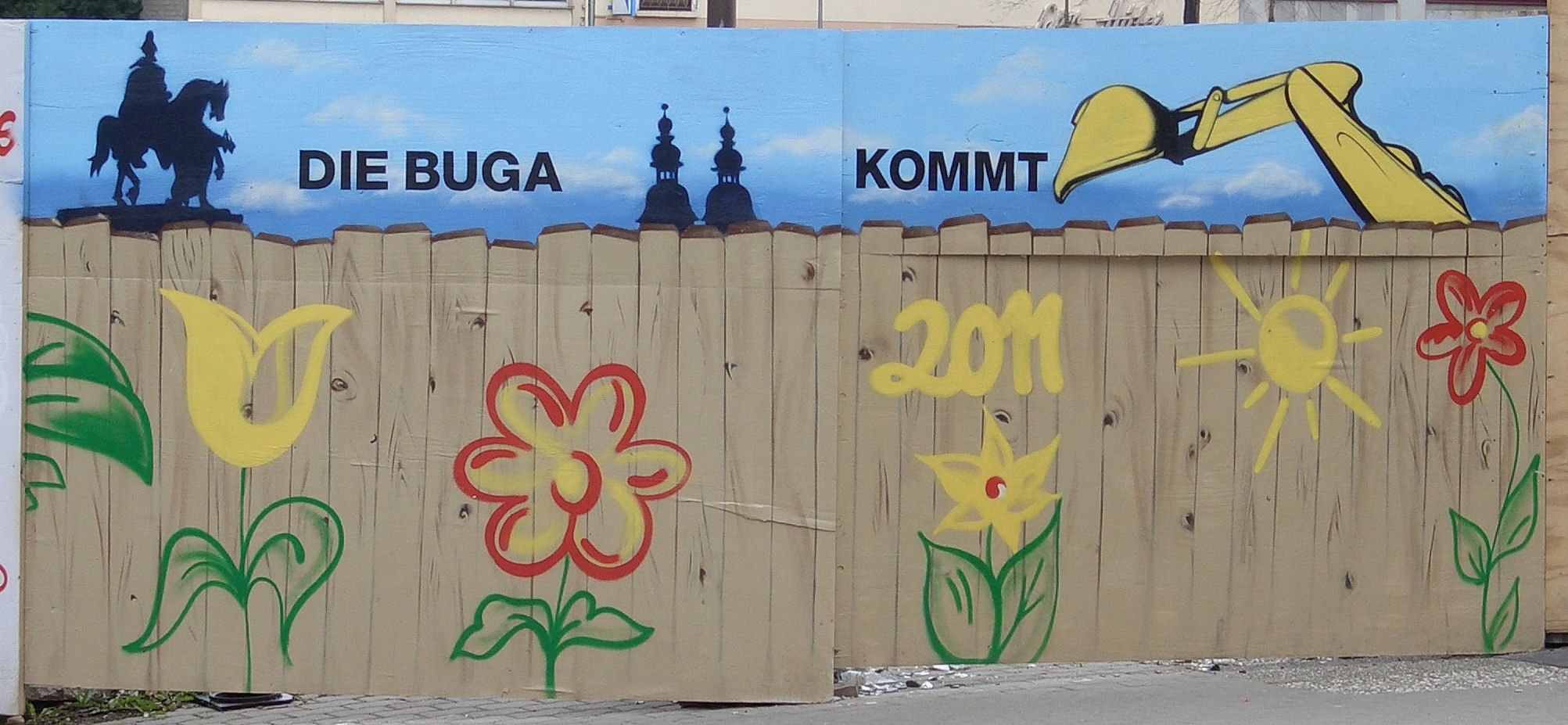
Ein erster Slogan, wie er an Bauzäunen in Koblenz zu finden war

Koblenz hatte sich ursprünglich für die Bundesgartenschau in den Jahren 2013 oder 2015 beworben. Nachdem für diese Jahre andere Städte ausgewählt worden waren und Duisburg seine Zusage für das Jahr 2011 zurückgezogen hatte, erhielt Koblenz im Januar 2004 den Zuschlag für die Ausrichtung 2011. Die Stadt Koblenz unterzeichnete am 16. Juli 2005 die Verträge zur Ausrichtung mit dem Zentralverband Gartenbau e. V. und gründete am selben Tag die „Bundesgartenschau Koblenz 2011 GmbH“. Gesellschafter der GmbH wurden zu zwei Drittel die Stadt Koblenz und zu einem Drittel der Zentralverband Gartenbau e. V. Zum Geschäftsführer wurde Hanspeter Faas bestellt.
Das Gesamtbudget der Gartenschau betrug 102 Mio. Euro, wovon das Land 49 Mio. und die Stadt Koblenz 28 Mio. trugen. Der Rest wurde über Eintritts- und Sponsorengelder finanziert. Bis Sommer 2007 folgten Ideenwettbewerbe und die Fertigstellung eines Vorentwurfs. Der erste Spatenstich erfolgte 999 Tage vor Beginn der Bundesgartenschau am 20. Juli 2008 am Kurfürstlichen Schloss. Am 19. Oktober 2008 wurde in einem Bootskorso der Staffelstab in Form eines Baumes von der abgeschlossenen Landesgartenschau in Bingen an Koblenz übergeben. Als weitere Werbemaßnahme verkehrte von 2009 bis 2012 das KD-Schiff BUGA Koblenz 2011 auf dem Mittelrhein.

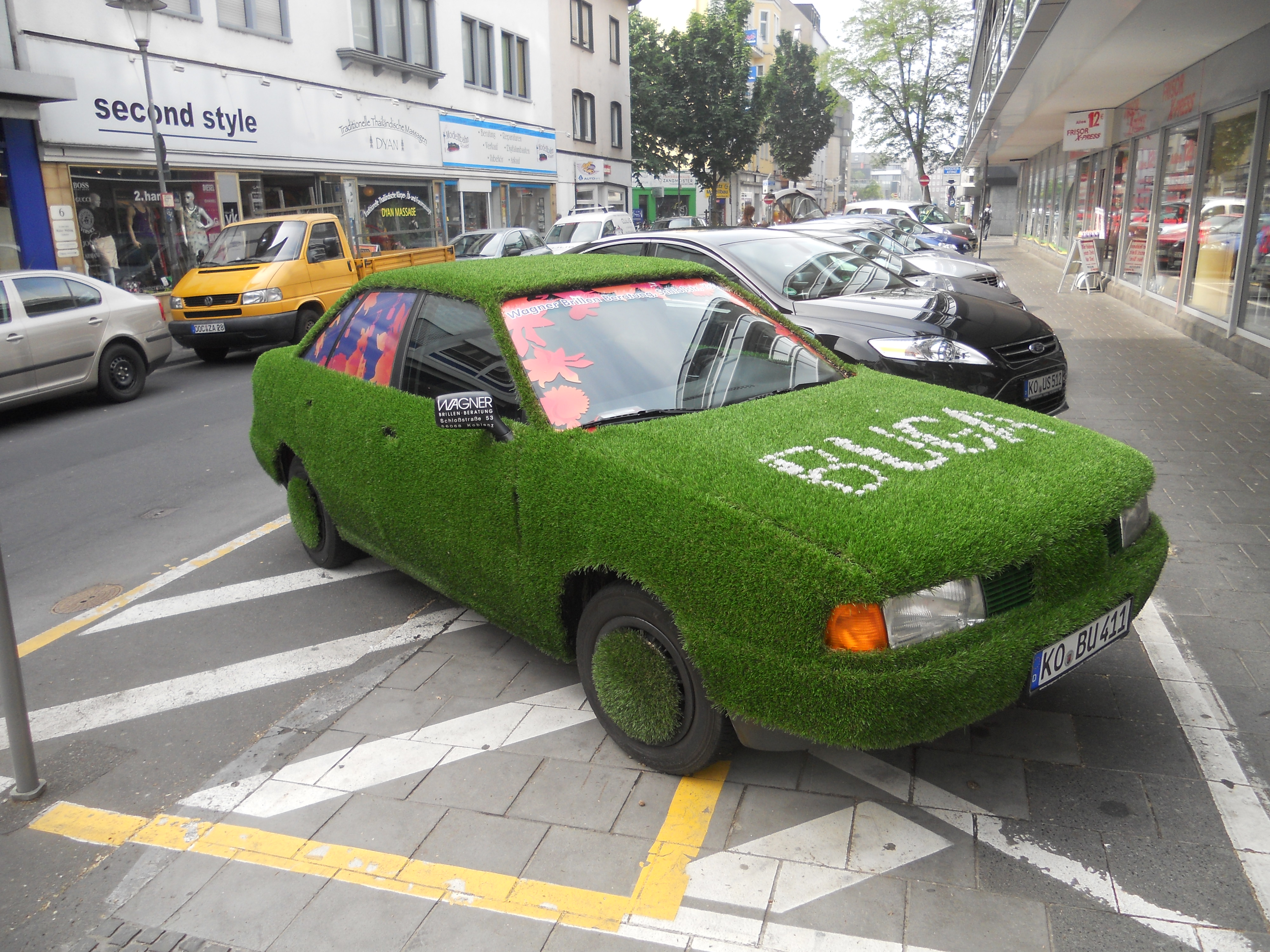
Buga-Auto

Das Logo der Bundesgartenschau 2011 war ein buntes Kaleidoskop. Es sollte zum einen die Dynamik symbolisieren, die die Stadt mit der Vorbereitung zur Bundesgartenschau entwickelte, zum anderen wollten die Veranstalter damit auf die spielerischen Elemente, auf ein fröhliches, farbenfrohes Fest verweisen. Der Slogan der Gartenschau lautete „Koblenz verwandelt“.

## Kernbereiche
Die Bundesgartenschau 2011 umfasste drei Kernbereiche, das „Kurfürstliche Schloss“ und den „Blumenhof am Deutschen Eck“ sowie den rechtsrheinisch gelegenen Bereich auf dem „Plateau des Ehrenbreitsteins“. 
Der mit 27 Hektar größte Bereich liegt auf dem Plateau vor der Festung Ehrenbreitstein. Hier entstand als Entrée zur Festungsanlage ein großzügiger Landschaftspark. Der Vorplatz ermöglicht somit nach historischen Maßstäben ein „freies Schussfeld“. Dieses freie Schussfeld wurde damals zur Verteidigung der Festungsanlage benötigt. Über das Plateau verläuft eine diagonale Hauptachse von der Bergstation der Seilbahn zum Entrée der Festung Ehrenbreitstein. Auf der Fläche selbst findet der Besucher ein Orchideenwäldchen, aufgelassene Weinberge, Trockenbiotope, alte Streuobstwiesen und Gärten, seltene Fledermausarten sowie an den Rändern des Hangs Lebensräume für gefährdete Tierarten.
Der größte innerstädtische Bereich ist mit 8,6 Hektar das Areal um das Kurfürstliche Schloss. Die bedeutendste Schlossanlage am Mittelrhein ist mit einer Gartenanlage zur Stadt hin orientiert. Im Schloss selbst gibt es einen Gastronomiebetrieb. Der Garten hinter dem Schloss erhielt nach historisch Lenné’schem Vorbild wieder sein Aussehen zurück und wurde terrassenförmig zum Rhein hin gestaltet. Die gesamte Anlage ist mit vielfältigen Pflanzenarten, Wasserflächen, Springbrunnen, radialen Stufenanlagen und Sitzmauern ausgestattet. Sie soll so den Glanz der früher hier residierenden Herrscher widerspiegeln.
Der Blumenhof am Deutschen Eck ist mit 2,2 Hektar der kleinste Bereich. Er liegt hinter dem Deutschen Eck zwischen Deutschherrenhaus und Kastorkirche. Er ist ein Ort der Ruhe und lässt den Besucher die weltliche und christliche Kunst erleben. Ausstellungen und Kunstkulturveranstaltungen mit Skulpturen und Pflanzenfelder prägen diesen Bereich, der in drei etwa gleich große Höfe unterteilt ist.

## Städtebauliche Entwicklung
Die Ausrichtung der Bundesgartenschau in Koblenz war für die Stadt von großer Bedeutung in Hinsicht der städtebaulichen Entwicklung. Es wird geschätzt, dass neben den eigentlichen Aufwendungen für das Gartenschaugelände insgesamt rund 500 Mio. Euro in die Entwicklung der Stadt investiert wurden, um Stadtbild und Service zu verbessern.

### Festung Ehrenbreitstein

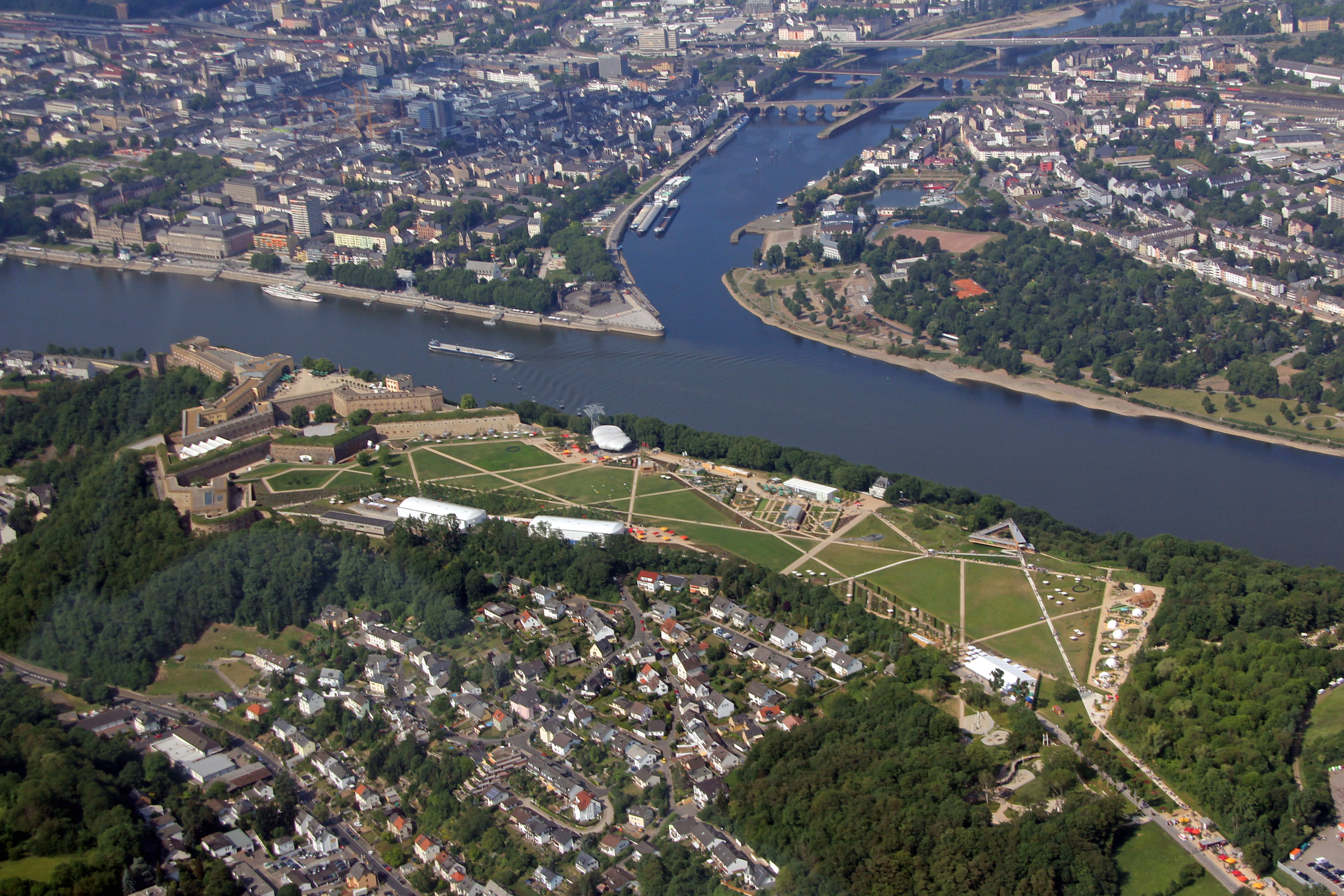
Luftbild des Buga-Kernbereichs Festung Ehrenbreitstein

Die Umbaumaßnahmen auf dem Plateau des Ehrenbreitsteins wurden vom Land Rheinland-Pfalz und der „Bundesgartenschau 2011 Koblenz GmbH“ gemeinsam durchgeführt. Das Land, als Eigentümer der Festung Ehrenbreitstein, investierte 35 Mio. Euro in die Sanierung der Festungsanlage. Das Festungsglacis wurde neu geordnet und erreicht damit eine Wiederherstellung der historischen Blickbeziehung. Dazu gehörte auch die Umgestaltung des Vorplatzes, so dass er wieder ein „freies Schussfeld“ bildet. Auf dem Vorplatz entstand ein Landschaftspark mit einem Netz aus Wegen, die auf das Entrée der Festung zulaufen. Hier befindet sich auch die Bergstation der Seilbahn, die die Besucher von den Rheinanlagen über den Rhein zur Festung bringt. Am nördlichen Ende des Vorplatzes bot eine hölzerne Aussichtsplattform den Besuchern einen freien Blick ins Rheintal. An Stelle der Sesselbahn Ehrenbreitstein, die sich an der Ostseite befand und das Ehrenbreitsteiner Tal mit der Festung verband, wurde 2011 der Schrägaufzug Ehrenbreitstein in Betrieb genommen.
Der Obere und der Nieder Schlosshof, die Fassaden der Festungsbauwerke sowie deren Dächer wurden vollständig saniert. Auf den Dächern von Contregarde rechts und Ravelin wurden Grünflächen und Blumenbeete als „Archäologische Zeitgärten“ angelegt, die für Besucher betretbar sind. In der Großen Traverse am südlichen Ende der Festung, unter der Archäologen 2005 Reste einer 3000 Jahre alten Befestigung gefunden hatten, wurde ein Gastronomiebetrieb eingerichtet. Im Keller darunter wurde die multimediale Ausstellung „Ein Berg im Wandel – 3.000 Jahre befestigter Ort“ eingerichtet. Die kontinuierliche Befestigung eines Ortes über solch einen langen Zeitraum konnte bisher sonst nirgends in Deutschland nachgewiesen werden. Der Kasemattenbau „Lange Linie“, der im Zweiten Weltkrieg einen Bombentreffer erhielt, wurde erstmals wieder hergerichtet. Besucher können nun Bereiche der Festung besichtigen, die vorher nicht zugänglich waren. Dazu gehören auch die zur Bundesgartenschau als Dauerausstellung eröffneten „Stationen der Festungsgeschichte“ mit Ausstellungsräumen im Turm Ungenannt, Zellen der Militär-Arrestanstalt in der Langen Linie, den Geschützen, der Kriegslatrine und der Büchsenmacherei in der Contregarde rechts sowie der Nachkriegswohnung im Ravelin.
Die Festungskirche am Oberen Schlosshof wurde für die „Kirche auf der BUGA“ hergerichtet. Erprobt als Ort der Einkehr und Begegnung im Zeichen der Ökumene, blieb die Kirche auch nach der Gartenschau offen als Ort für Gottesdienste und Veranstaltungen. Ebenso verblieb das 2011 hinter dem Altar angebrachte Erde-Licht-Triptychon der Künstlerin Madeleine Dietz.
Im Bereich des dem Verfall preisgegebenen Werk Pleitenberg entstand ein großzügiger Erlebnisspielplatz für Kinder. Das Festungswerk selbst wurde in diesen integriert und konnte dadurch gerettet werden.

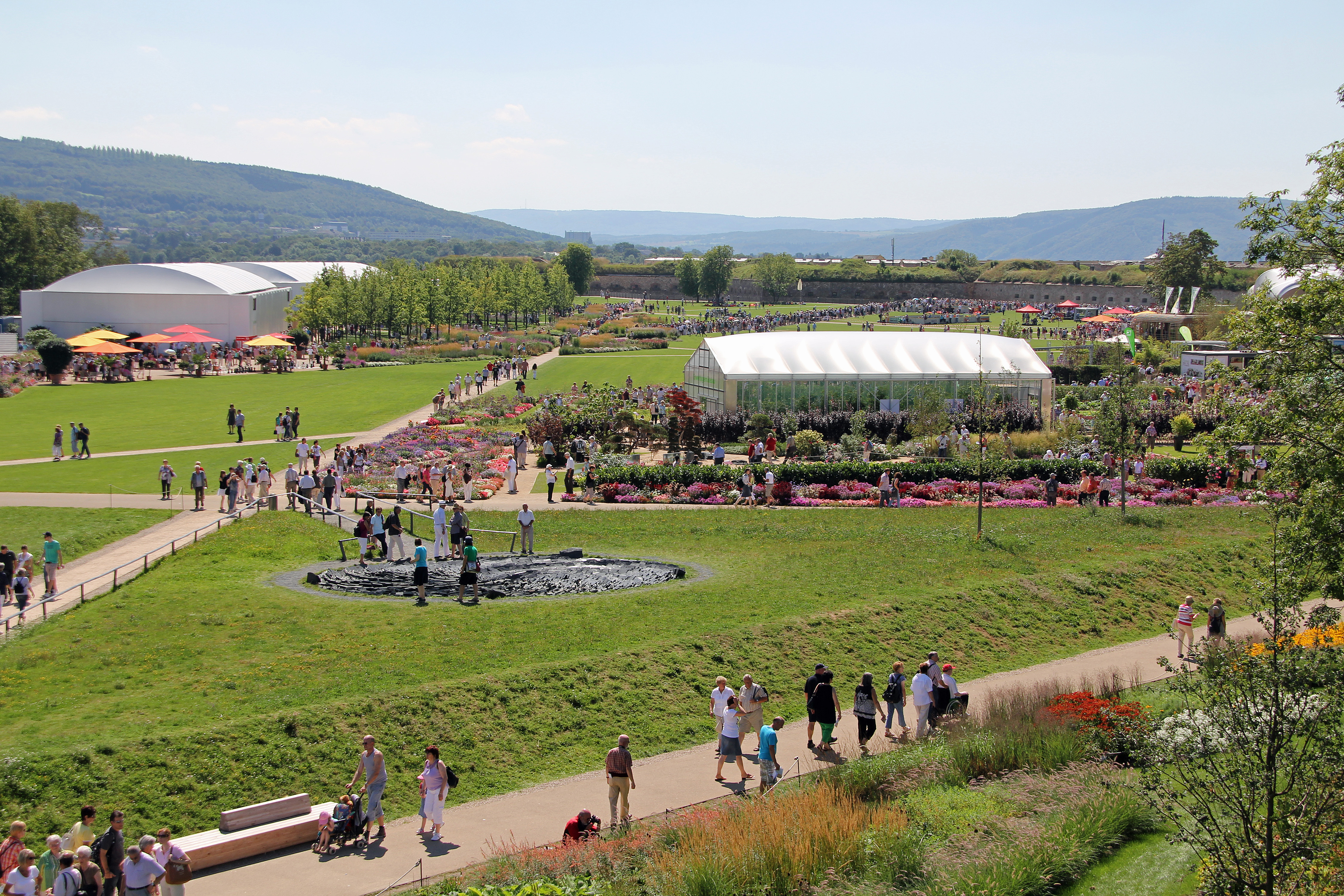
Blick über den Landschaftspark auf dem Plateau vor der Festung Ehrenbreitstein
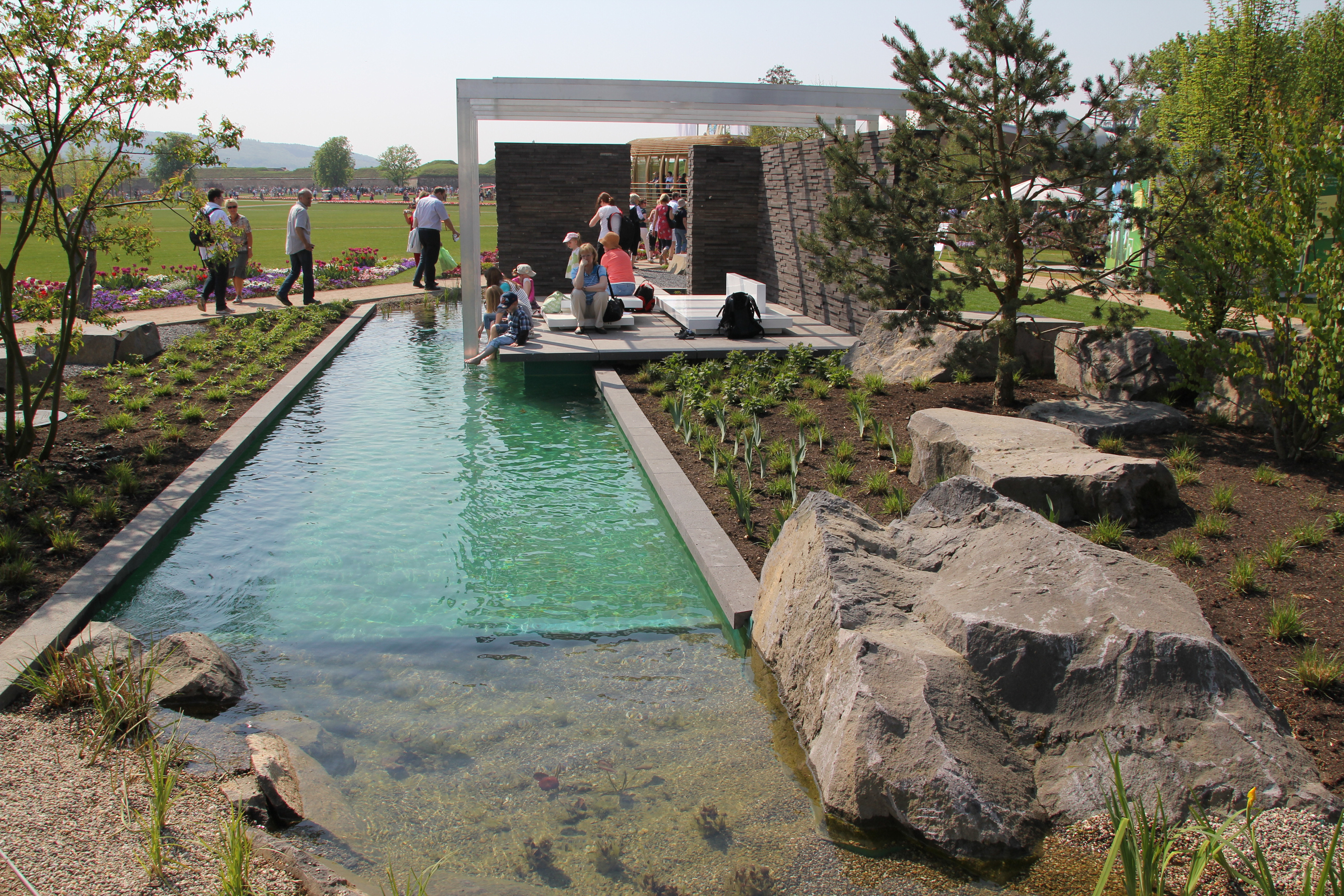
Stadthausgärten
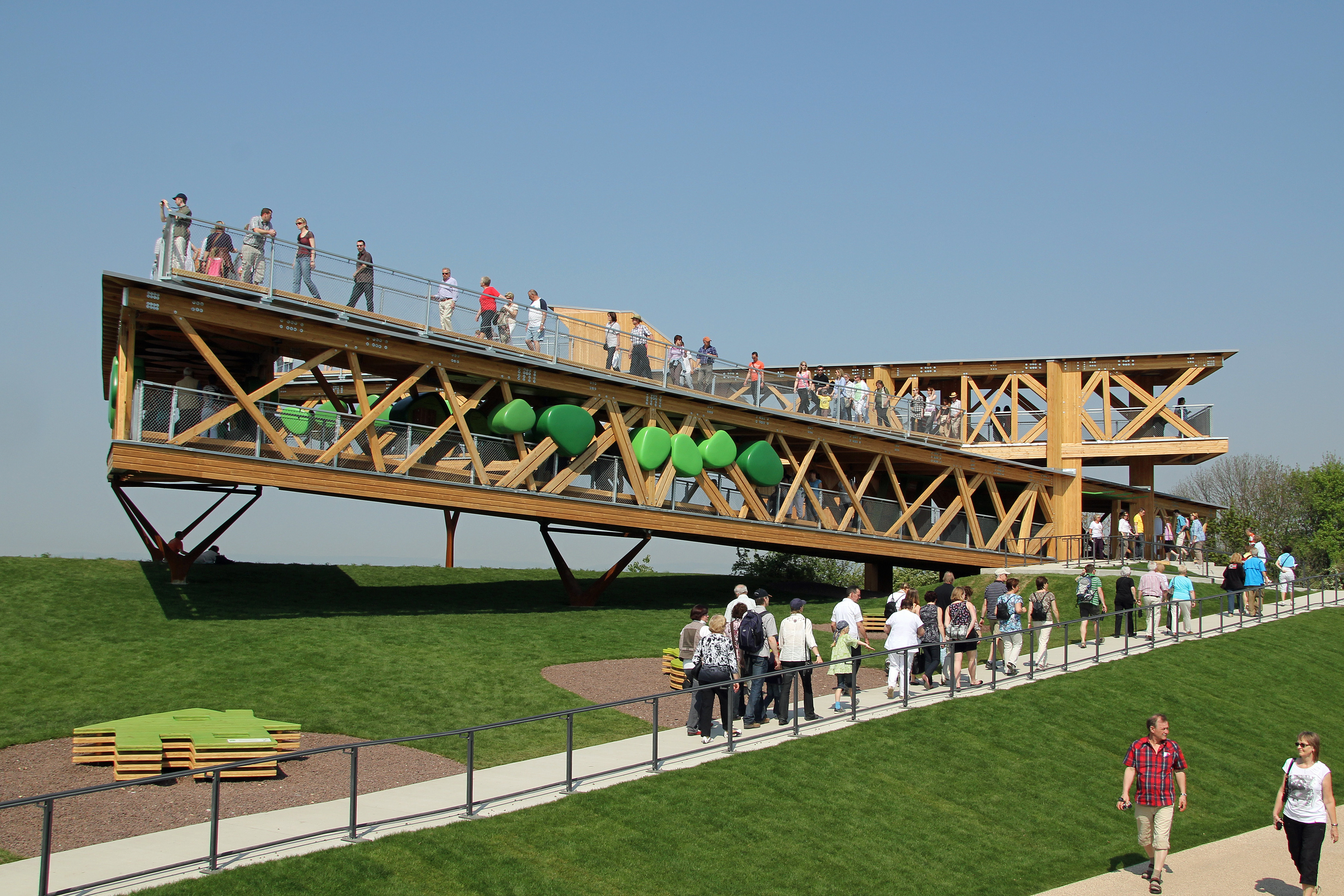
Die hölzerne Aussichtsplattform
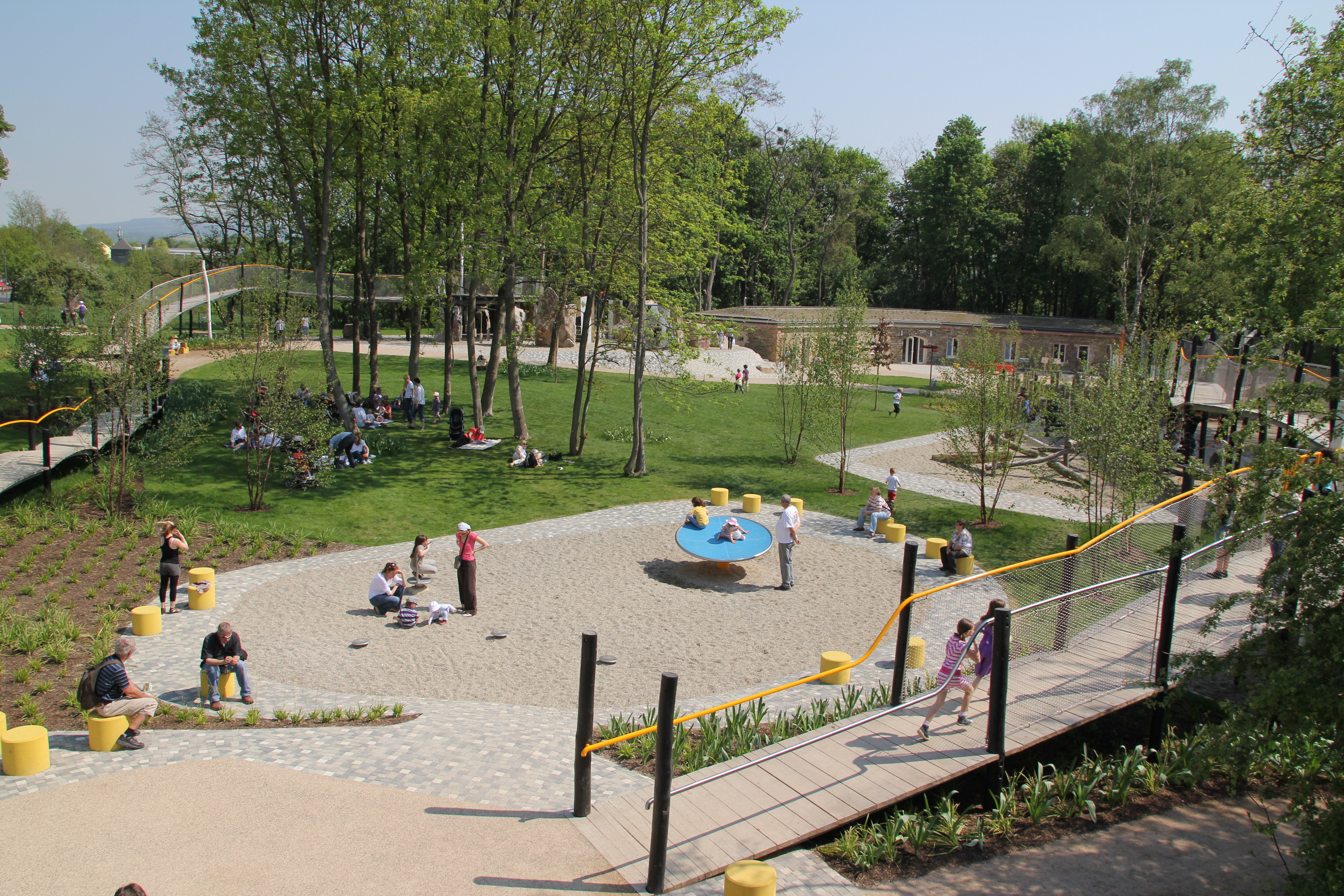
Kletterspielplatz Werk Bleidenberg
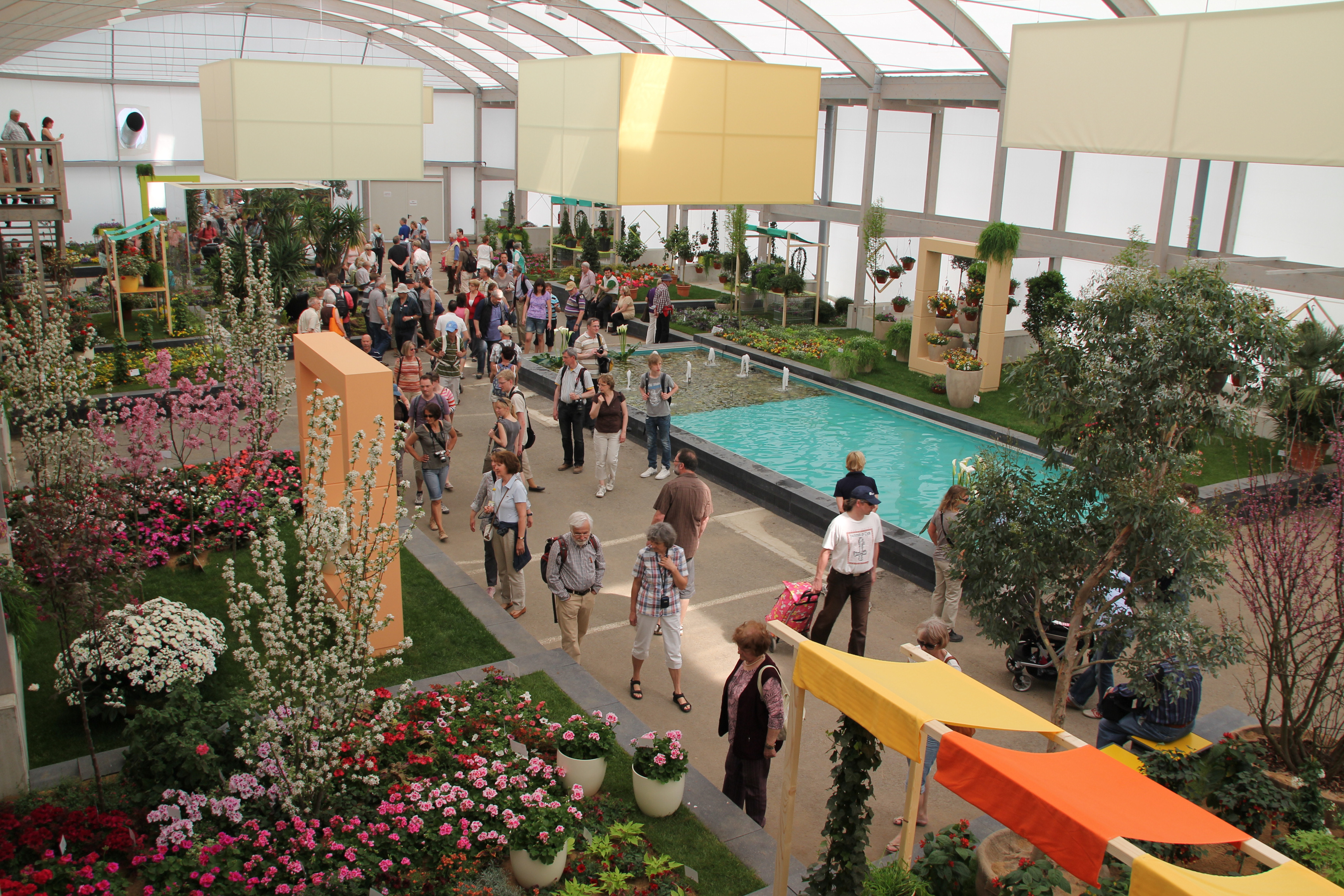
Blumenhalle
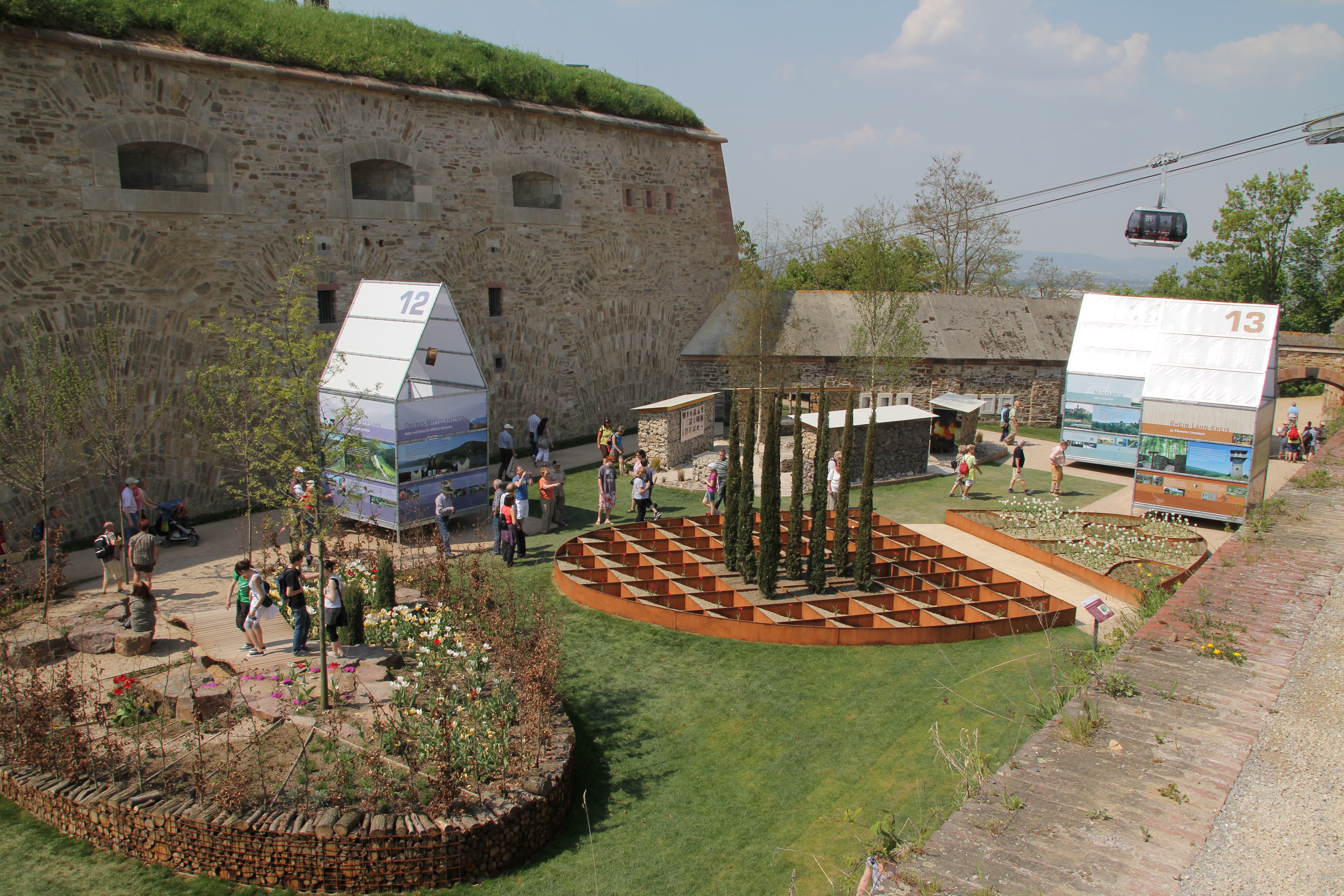
Themengärten „Schätze der Region Mittelrhein“ im Hauptgraben vor der Contregarde links
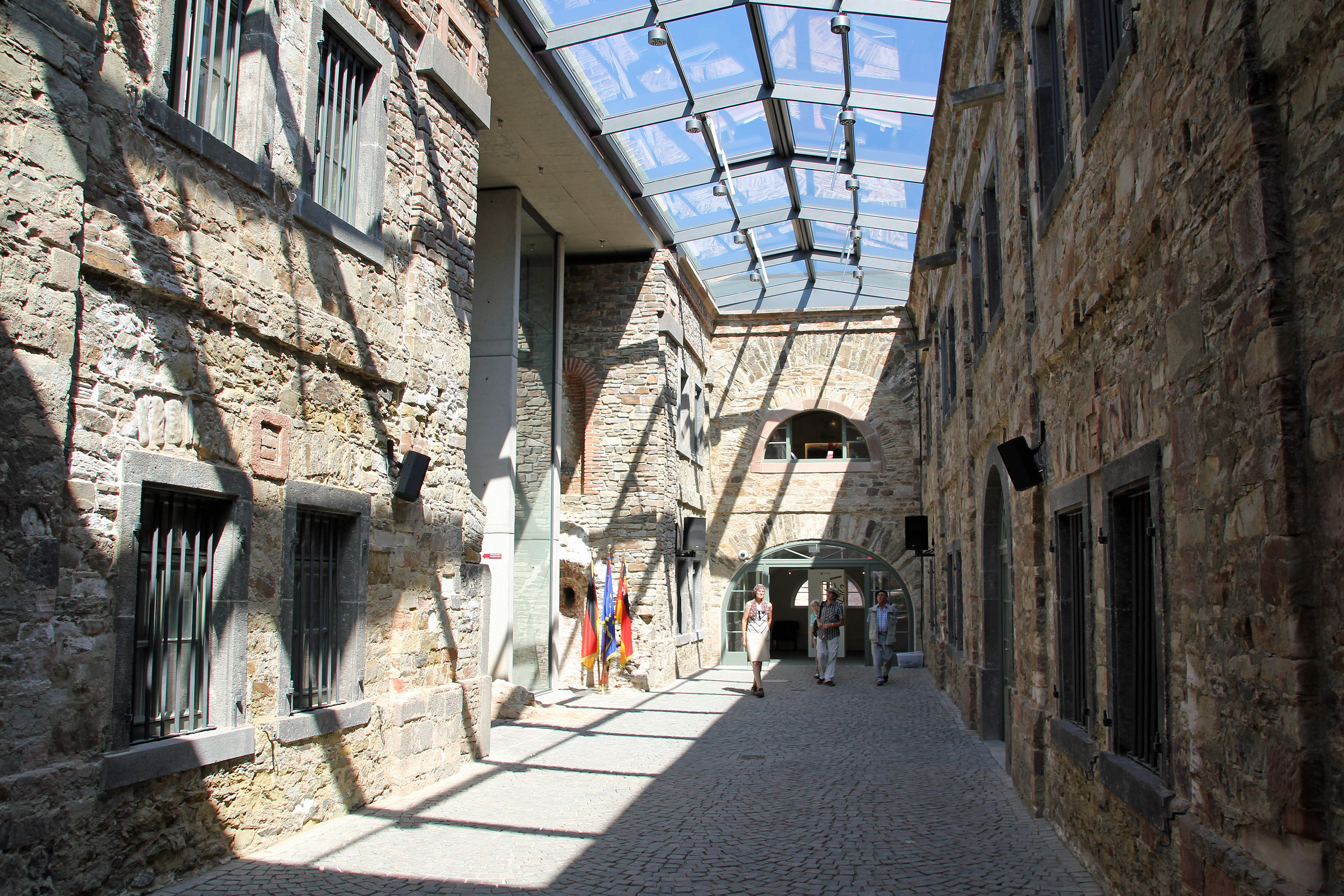
Kasemattenbau „Lange Linie“
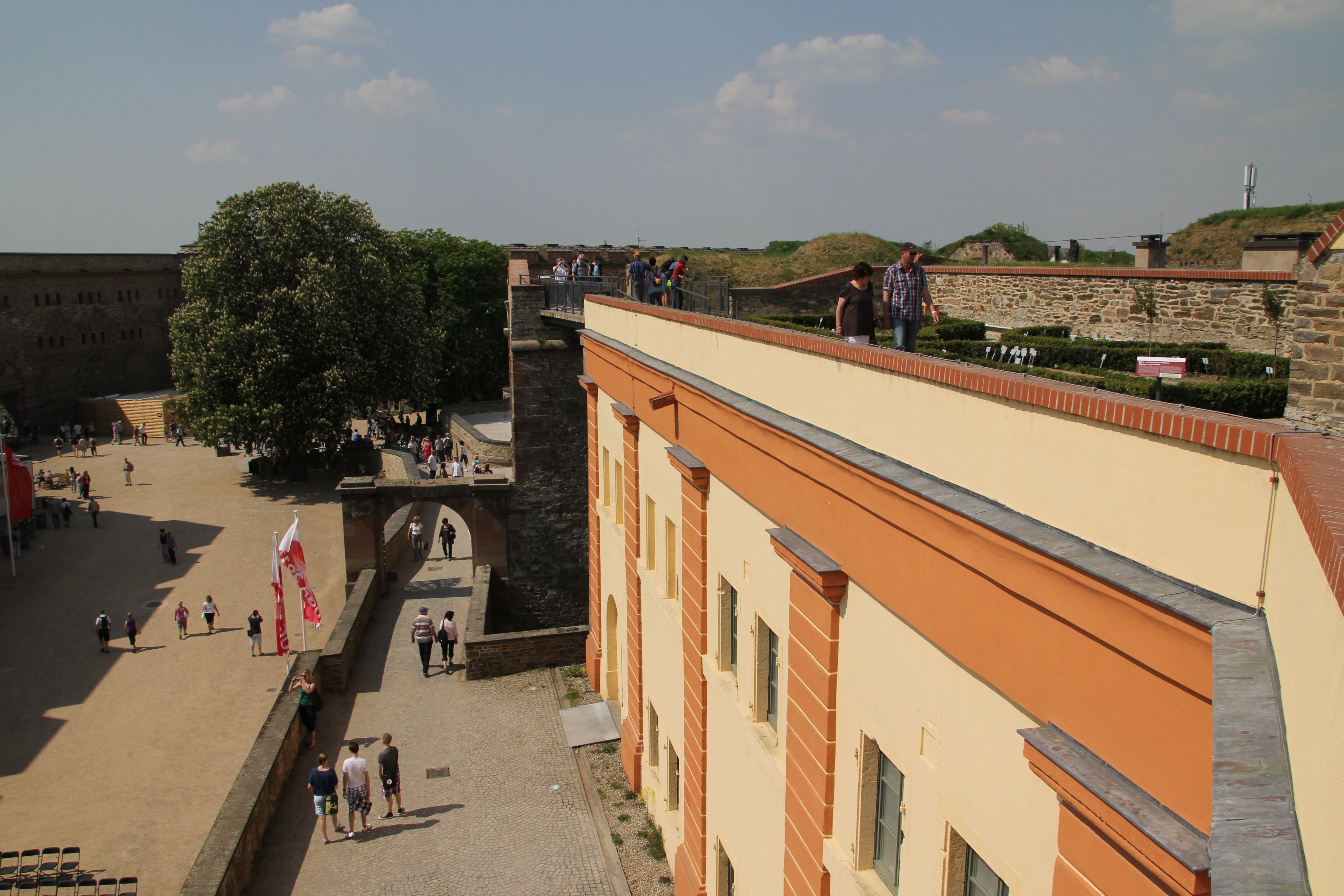
Der retirierte Graben vom Dach der Contregarde rechts
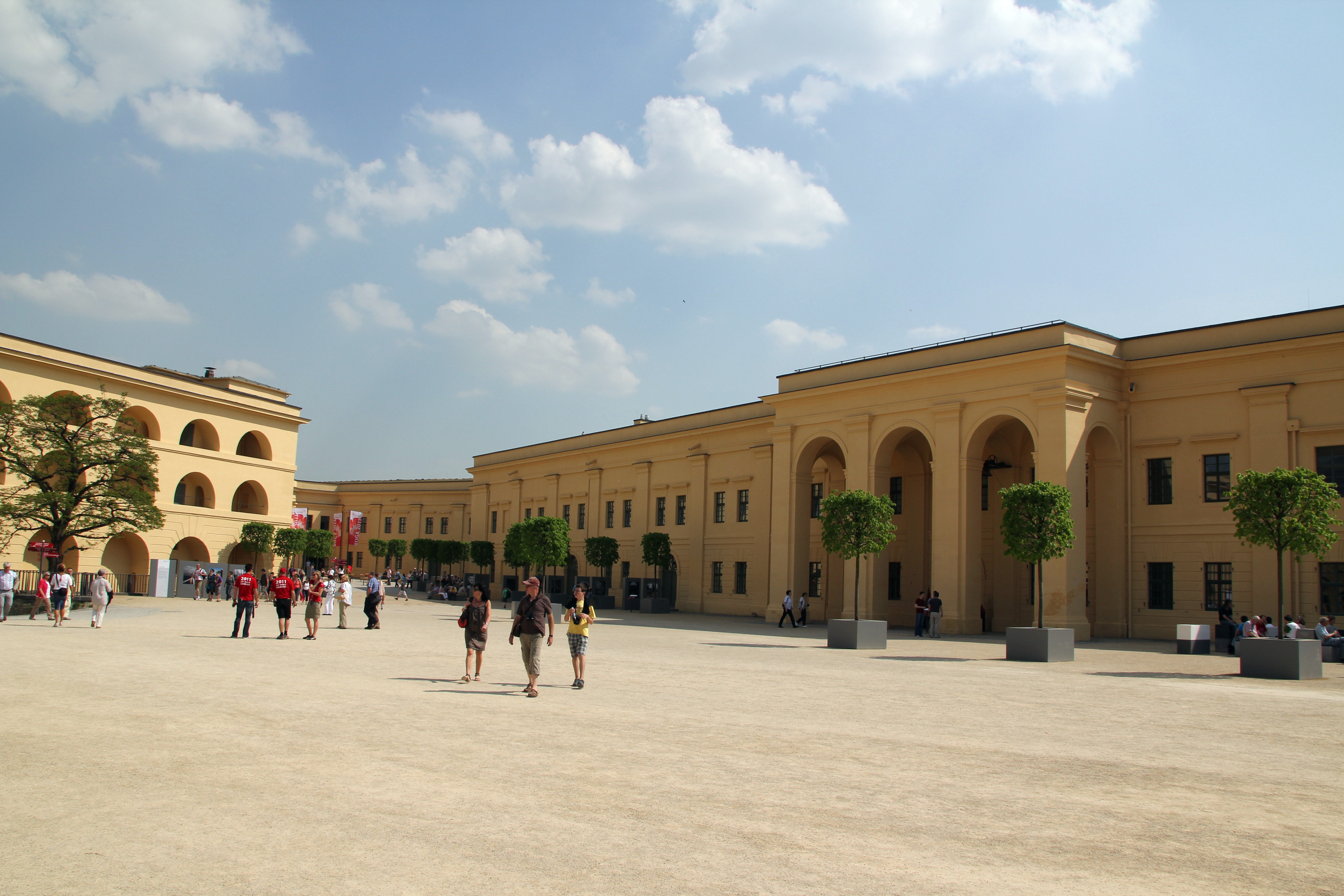
Oberer Schlosshof, rechts der Wachportikus an der Hohen Ostfront
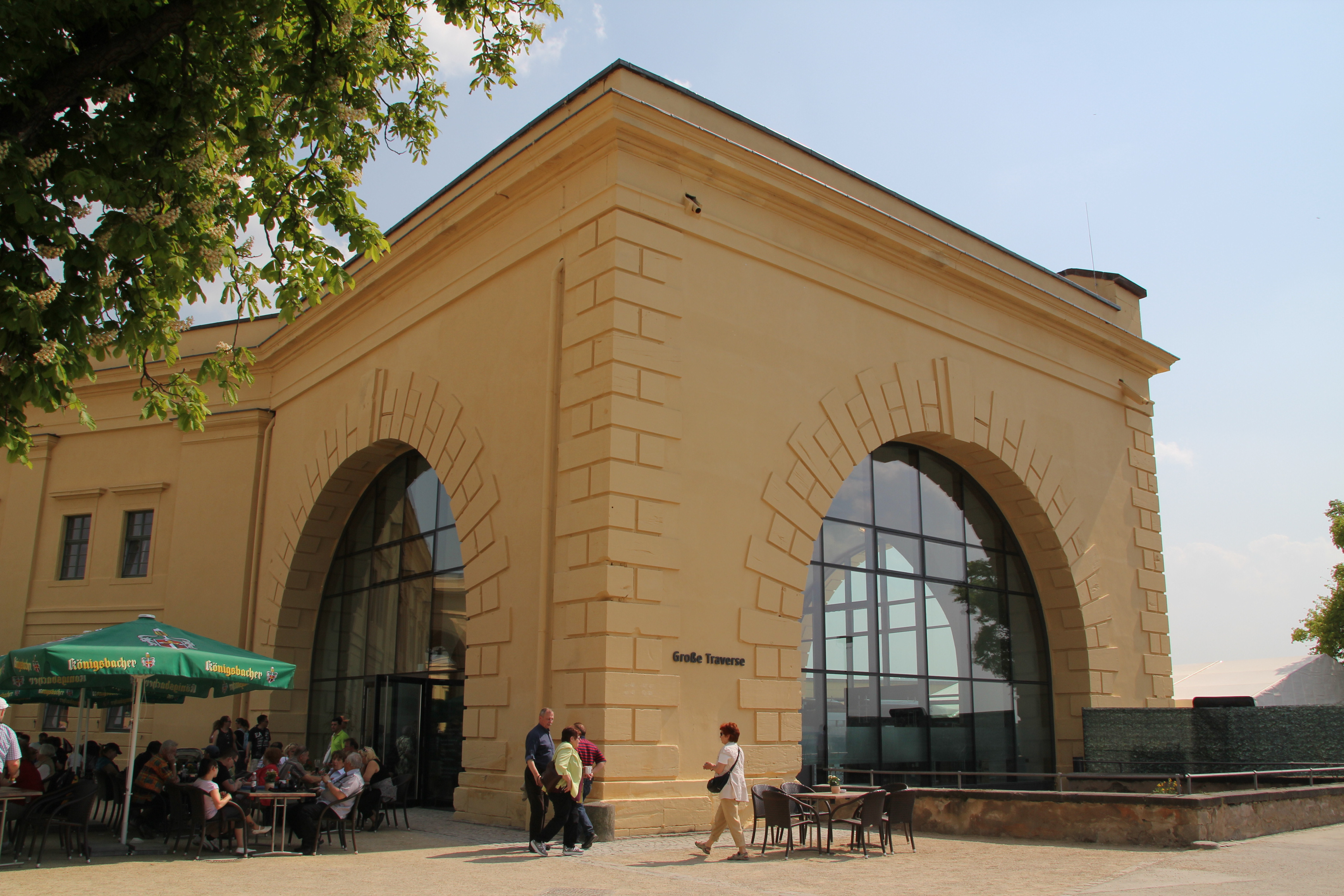
Die Große Traverse

### Kurfürstliches Schloss

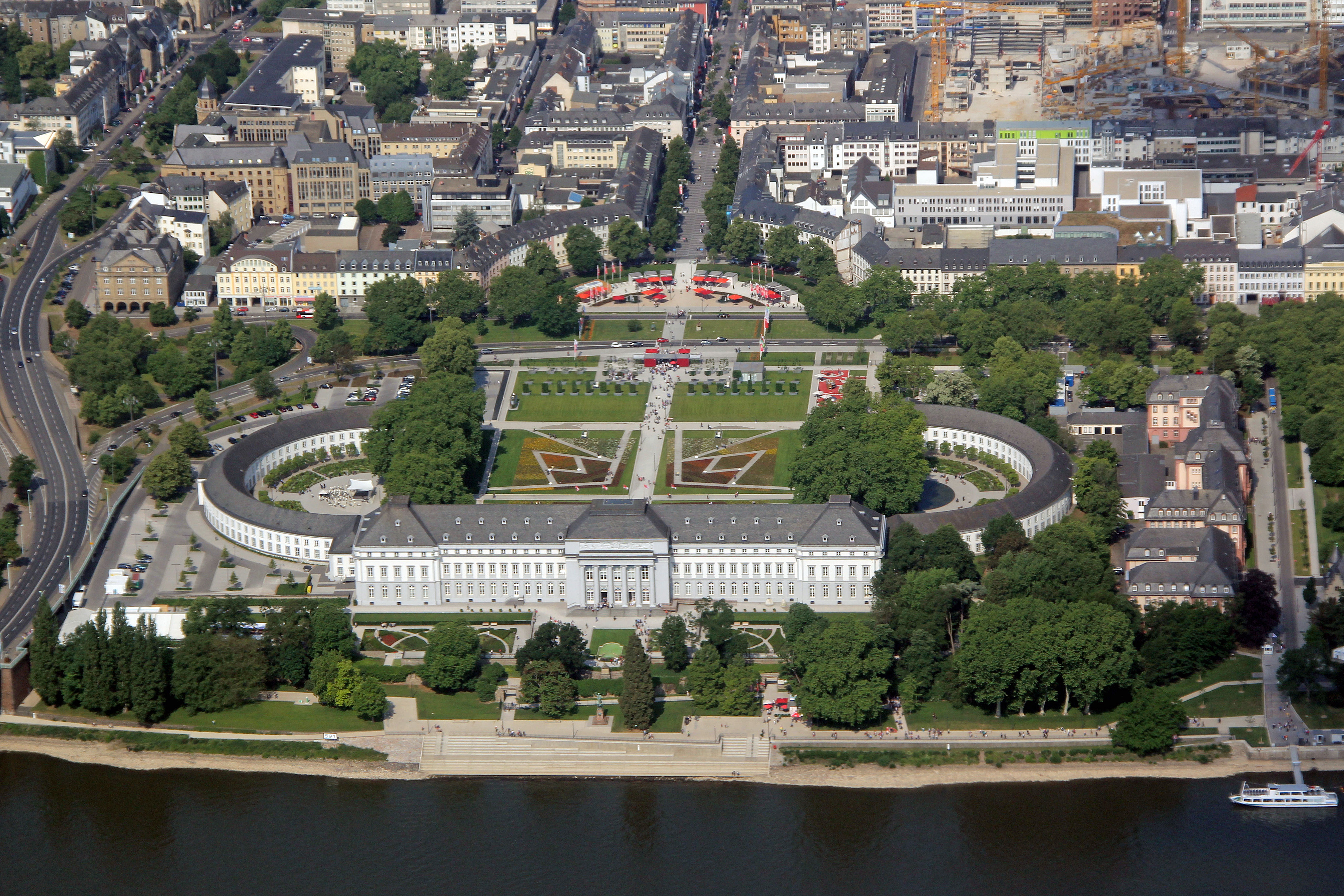
Luftbild des Buga-Kernbereichs Kurfürstliches Schloss

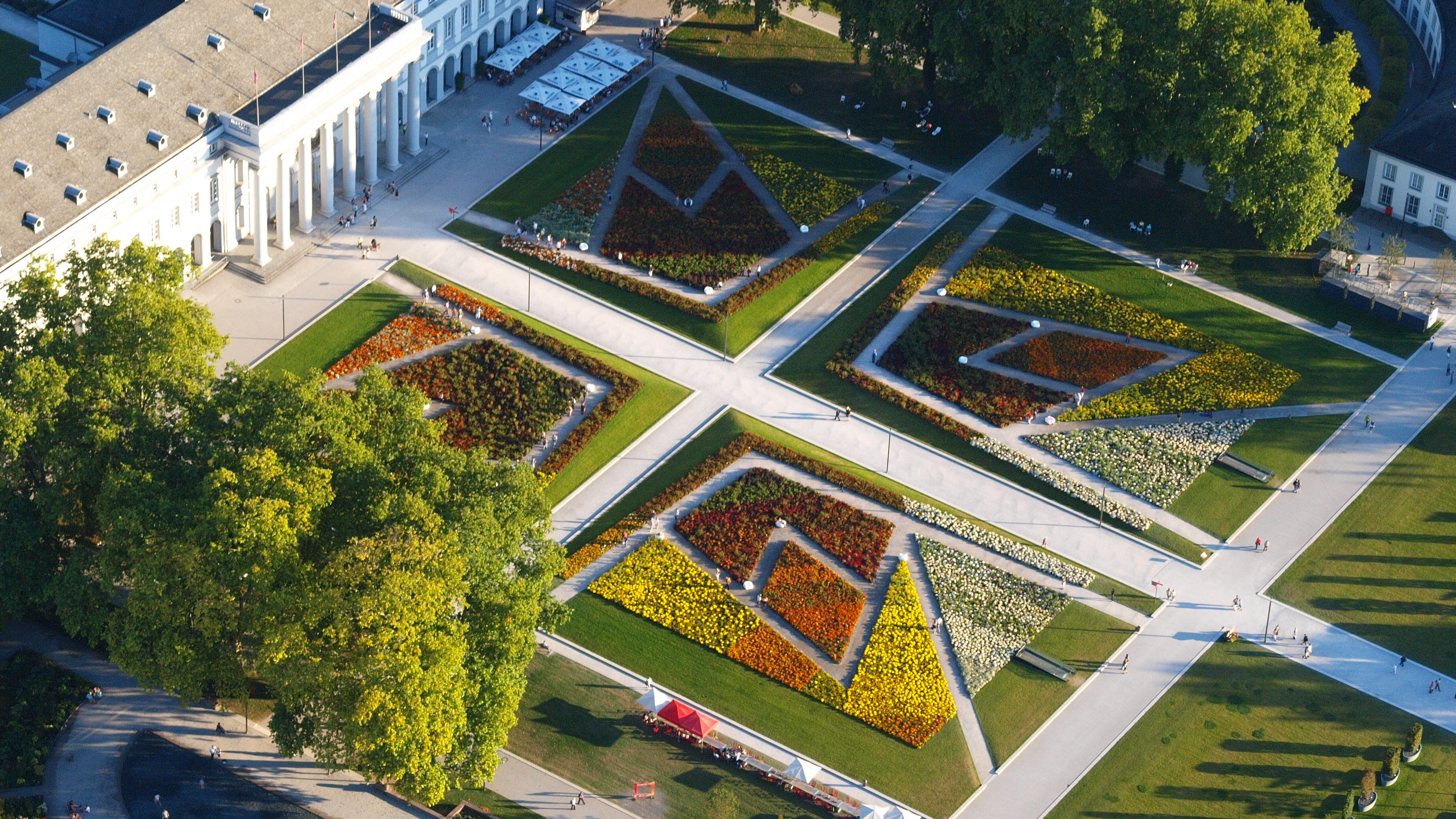
Luftbild der Blumenkrone auf dem Vorplatz

Durch Öffnung des Kurfürstlichen Schlosses wurde eine Achse vom neuen Schienenhaltepunkt Koblenz Stadtmitte über die Schloßstraße durch das Schloss selbst zum Rhein hin geschaffen. Die bedeutendste Schlossanlage am Mittelrhein, die Eigentum der Bundesrepublik Deutschland und Sitz verschiedener Behörden ist, ist teilweise für Besucher geöffnet. Im Durchgangsbereich zum Schlossgarten auf der Rückseite ist ein Gastronomiebetrieb eingerichtet worden. Der Schlossgarten erhielt nach historisch Lennéschem Vorbild wieder sein Aussehen zurück und wurde terrassenförmig zum Rhein hin gestaltet. Die preußische Stadtmauer hinter dem Schloss wurde geöffnet mit zwei zusätzlichen Durchgängen. Am Rheinufer entstand eine 100 Meter breite Sitztreppenanlage, genannt Schlossstufen, die am 11. Juni 2010 eingeweiht werden konnte. Die Planungen der Treppenanlage musste zur Erhaltung des Mammutbaums neben dem Görres-Denkmal geringfügig geändert werden.
Voraussetzung zur Umgestaltung des Schlossvorplatzes war die Verlagerung der Parkplätze. Dazu entstand unter dem Platz eine Tiefgarage mit 446 Stellplätzen, die für 11 Mio. Euro von der Provinzial Rheinland errichtet wurde und am 17. Mai 2010 freigegeben werden konnte. Beim Erdaushub wurde im Oktober 2008 eine frührömische Handwerkersiedlung entdeckt. Die Umgestaltung des Vorplatzes zur Bundesgartenschau erreichte eine erhebliche Erhöhung der Aufenthaltsqualität. Neben einem der Haupteingänge zur Buga ist hier ein Schlosspark mit weitläufigen Beeten und breiten Wegen sowie einer Skaterplaza entstanden. Menschen sollen beim Flanieren den Glanz der früher hier residierenden Herrscher erleben.

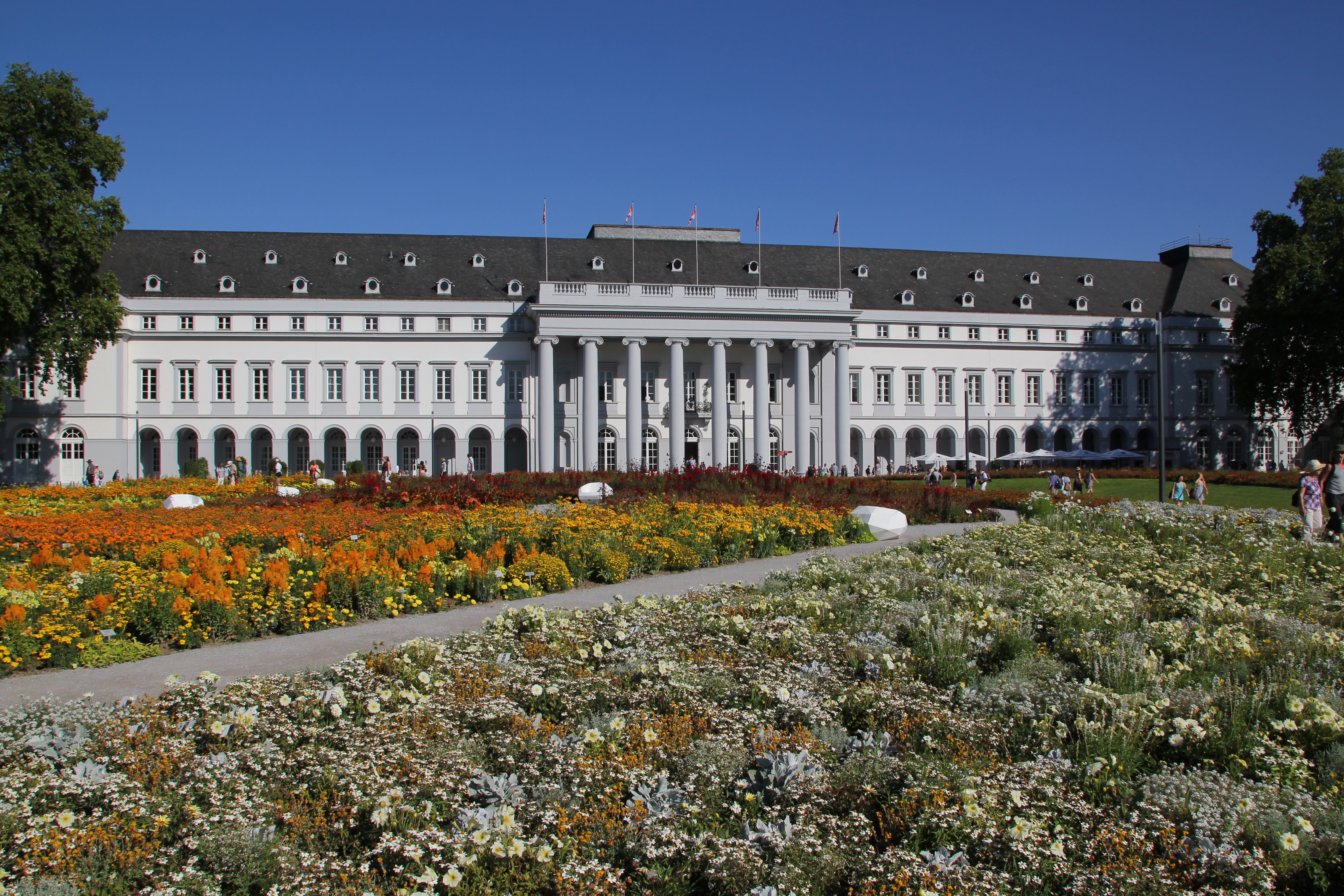
Frontansicht des Schlosses
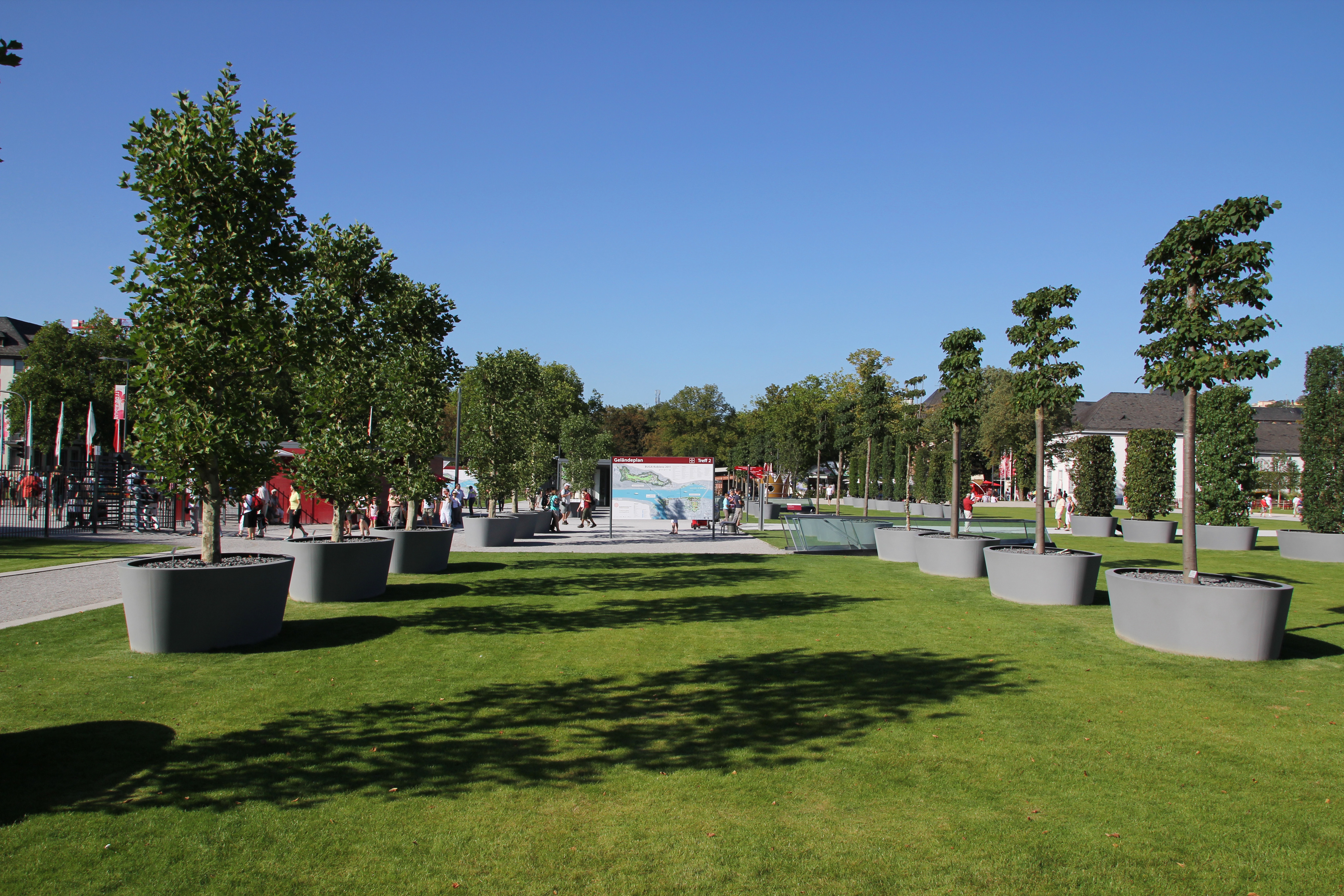
Spalier-Garde im Schlosspark
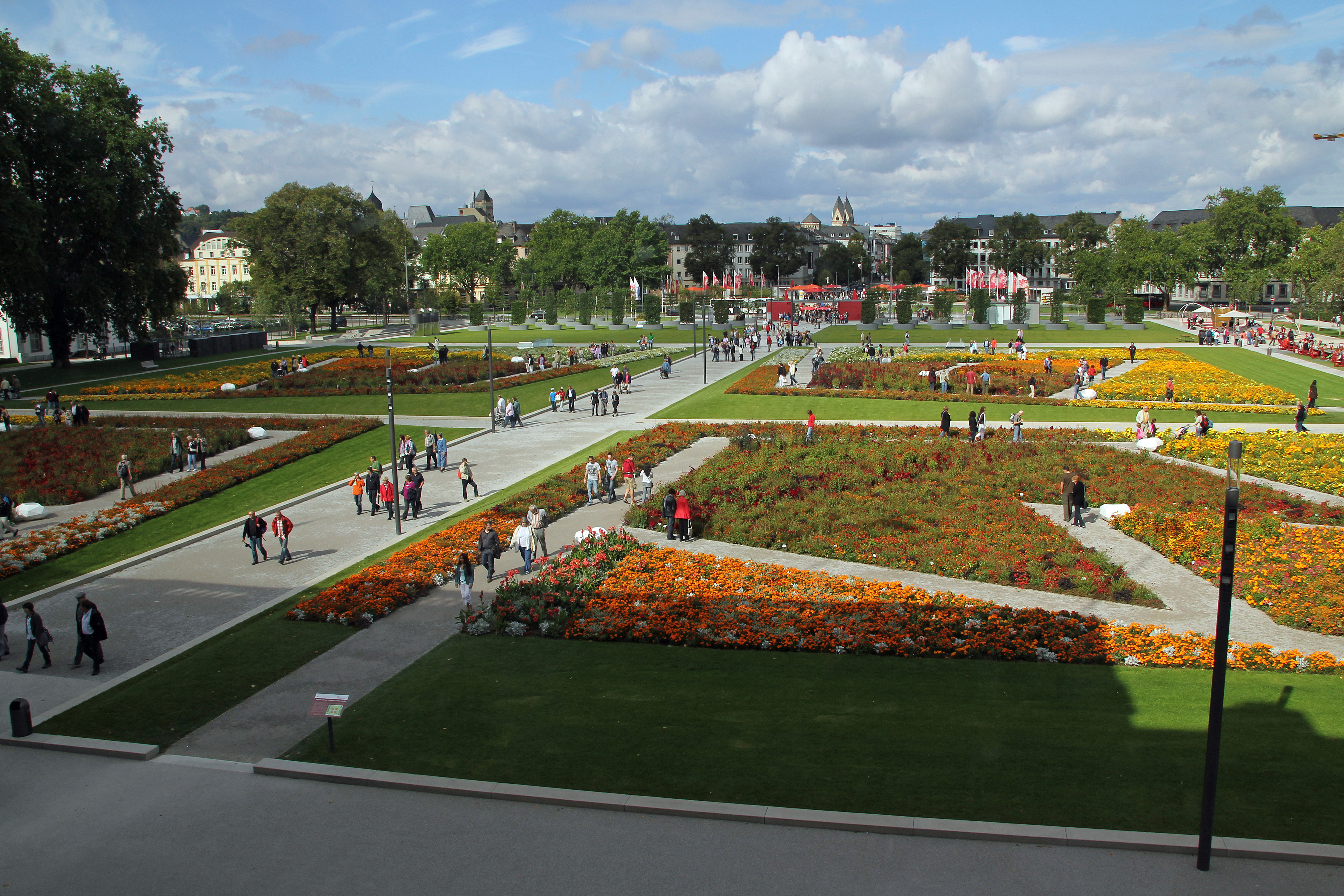
Die aus Blumen gestaltete Krone im Schlosspark
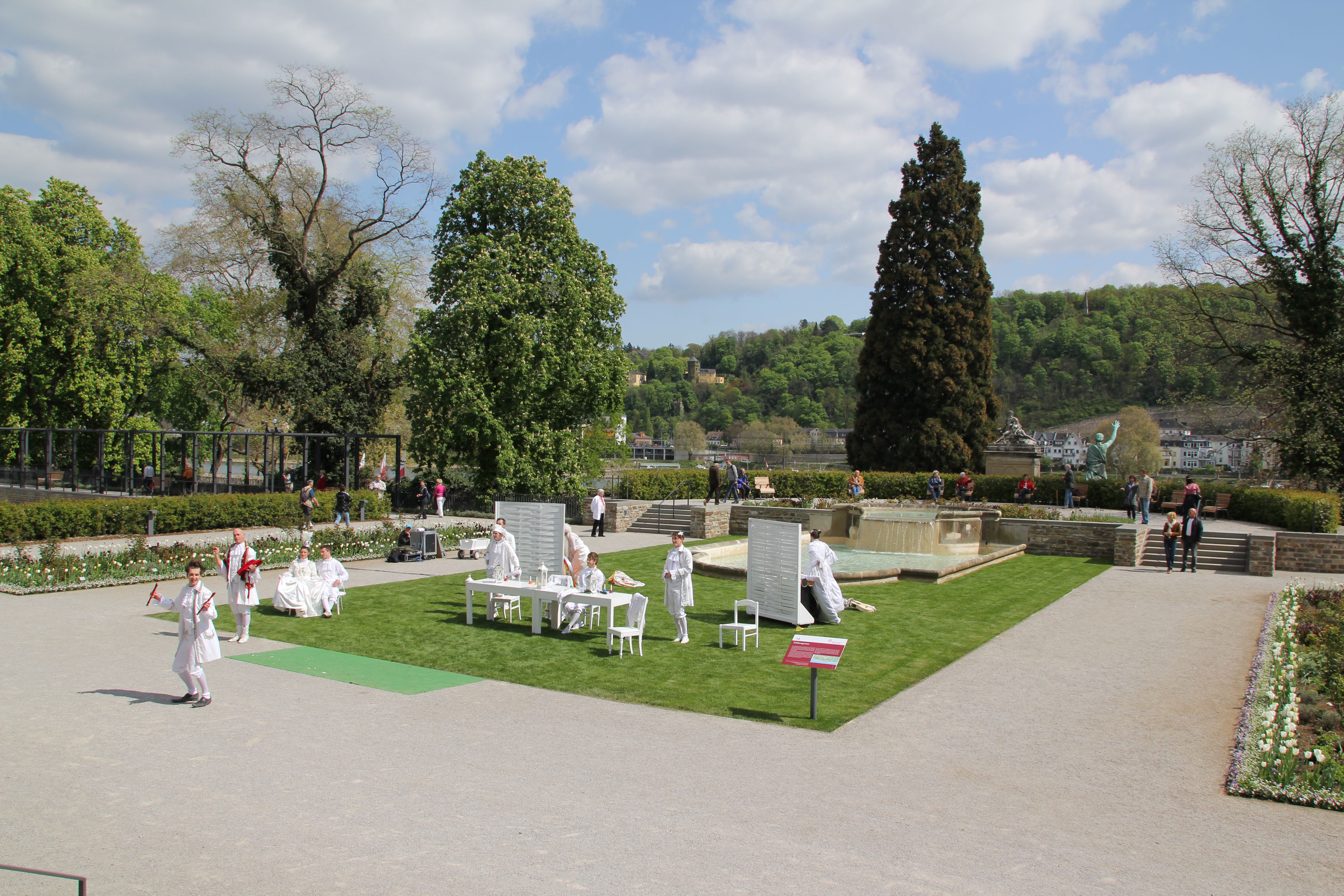
Walk-Act „Die Aristokraten“ im Schlossgarten
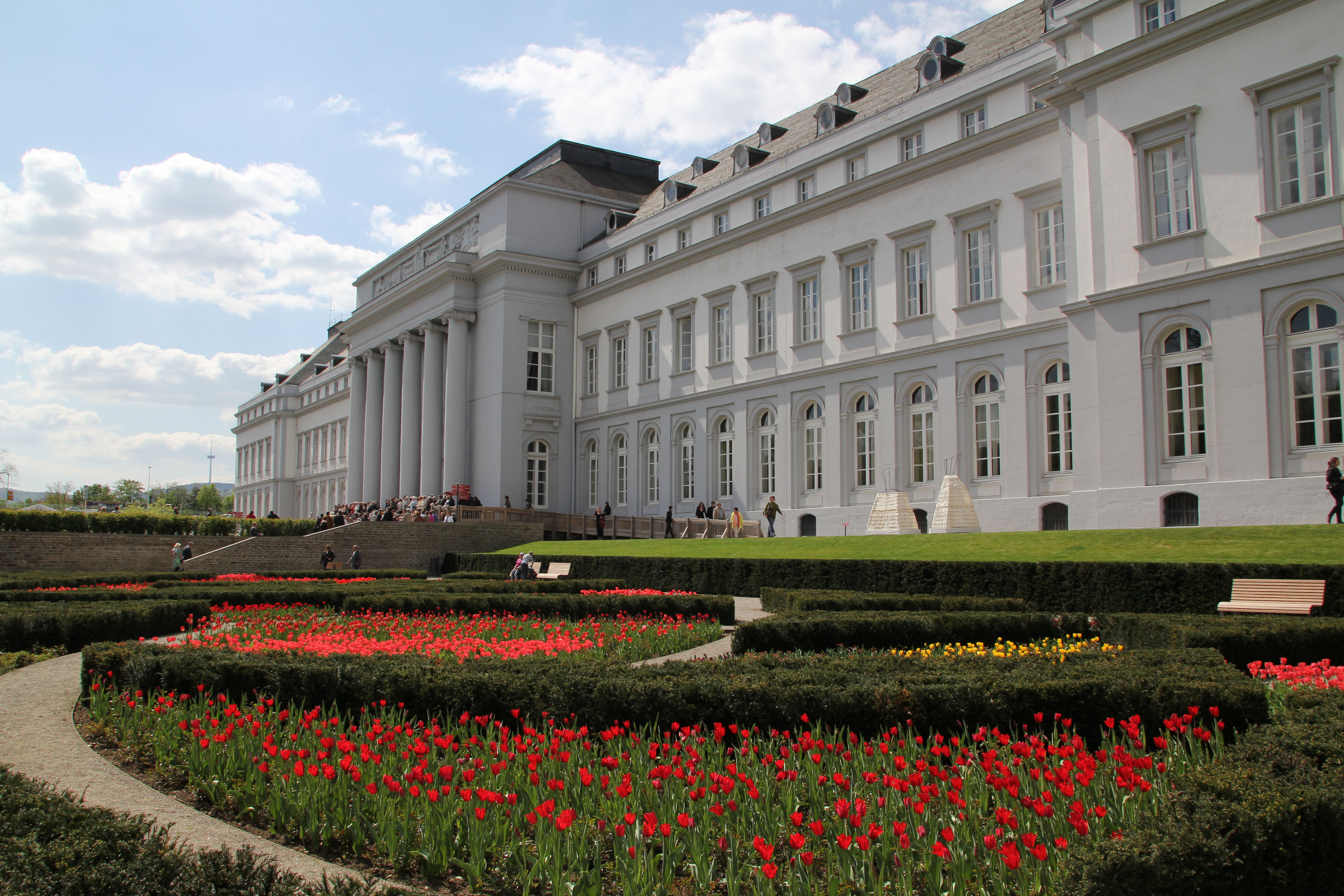
Der terrassenförmig gestaltete Schlossgarten
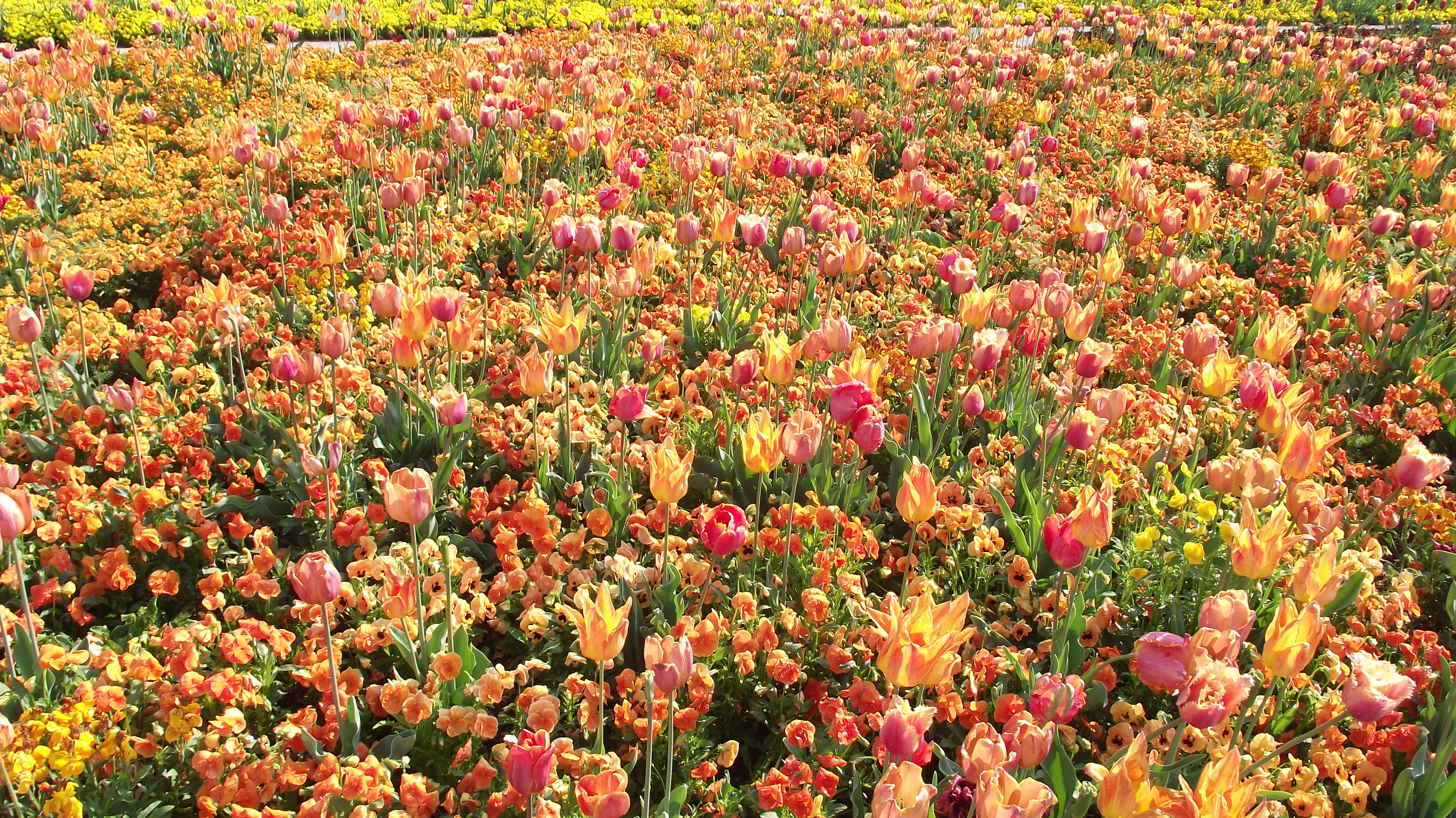
Blumenmeer vor dem kurfürstlichen Schloss

### Blumenhof am Deutschen Eck
Der kleinste Kernbereich ist der Blumenhof am Deutschen Eck im Bereich von Kastorkirche, Deutschherrenhaus und Deutschem Eck. Hier wurden die drei Höfe zwischen Kastorkirche und Deutschherrenhaus zur Bundesgartenschau komplett umgestaltet. Bei Bauarbeiten an der Kastorkirche machte man im November 2008 einen sensationellen Fund und entdeckte einen antiken Graben. Der vier Meter breite und immer noch 2,5 Meter tiefe Graben des 100 mal 100 Meter großen Kastells ist der fehlende Beweis für die frührömische Besiedlung von Koblenz, nach dem zuvor 150 Jahre lange vergebens im Bereich der Altstadt gesucht wurde. Der Busparkplatz hinter dem Deutschen Eck wurde einige Meter moselaufwärts verlagert. An seiner Stelle entstanden Grünflächen, ein Wasserspielplatz und das RZ-Forum. In diesem Kernbereich, der nun völlig autofrei ist, befindet sich am Rheinufer auch die Talstation der Seilbahn.

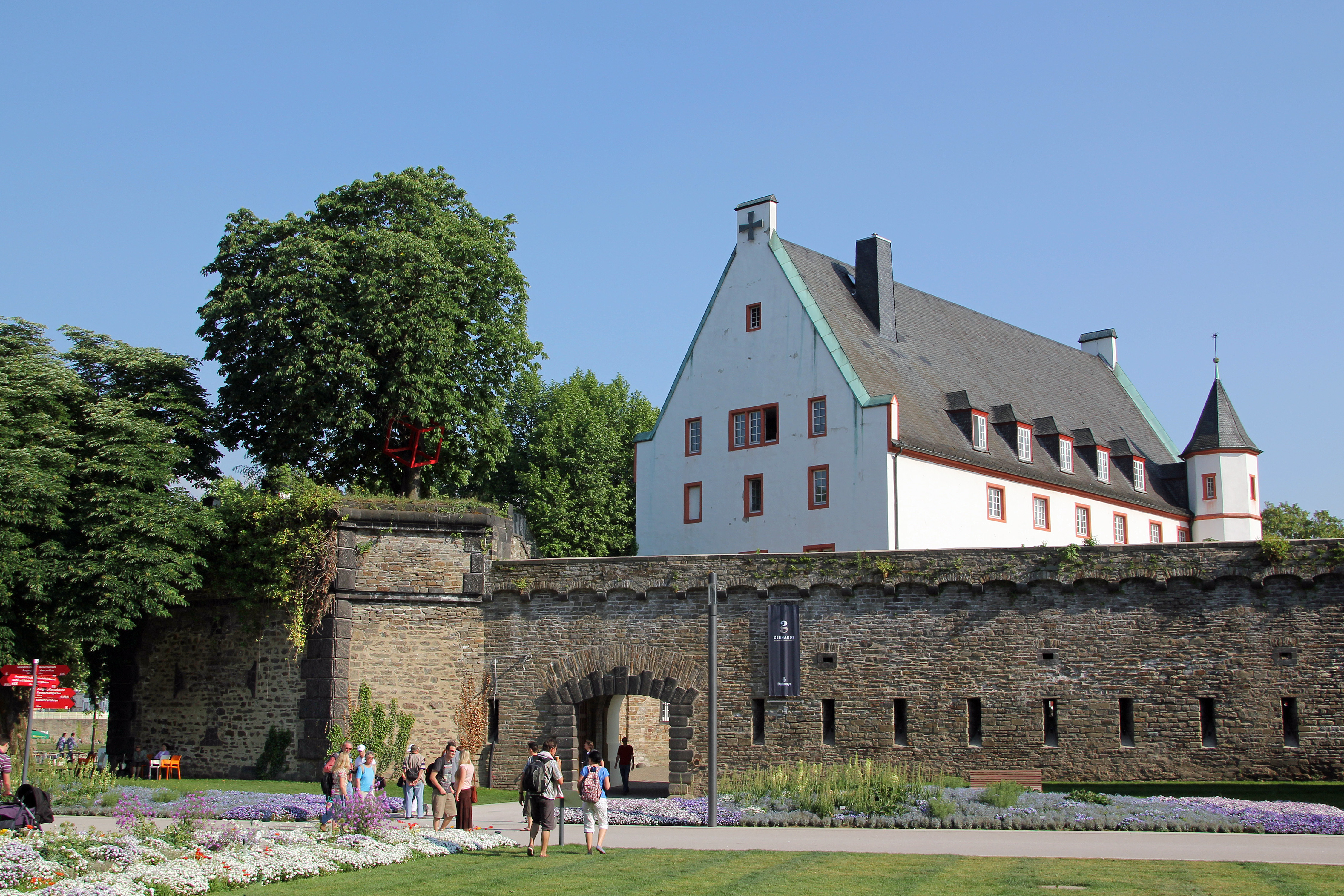
Blick auf das Deutschherrenhaus
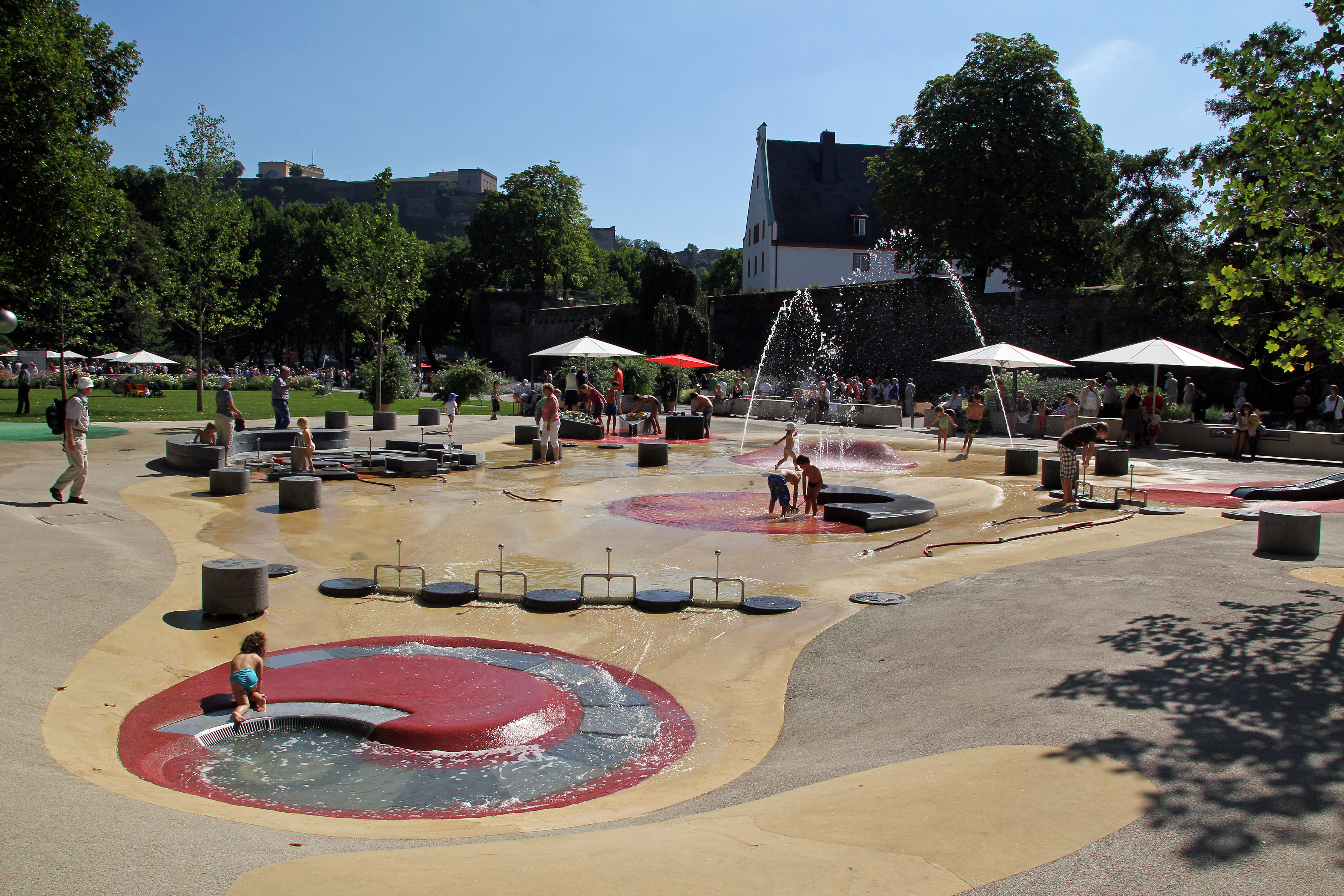
Der Wasserspielplatz
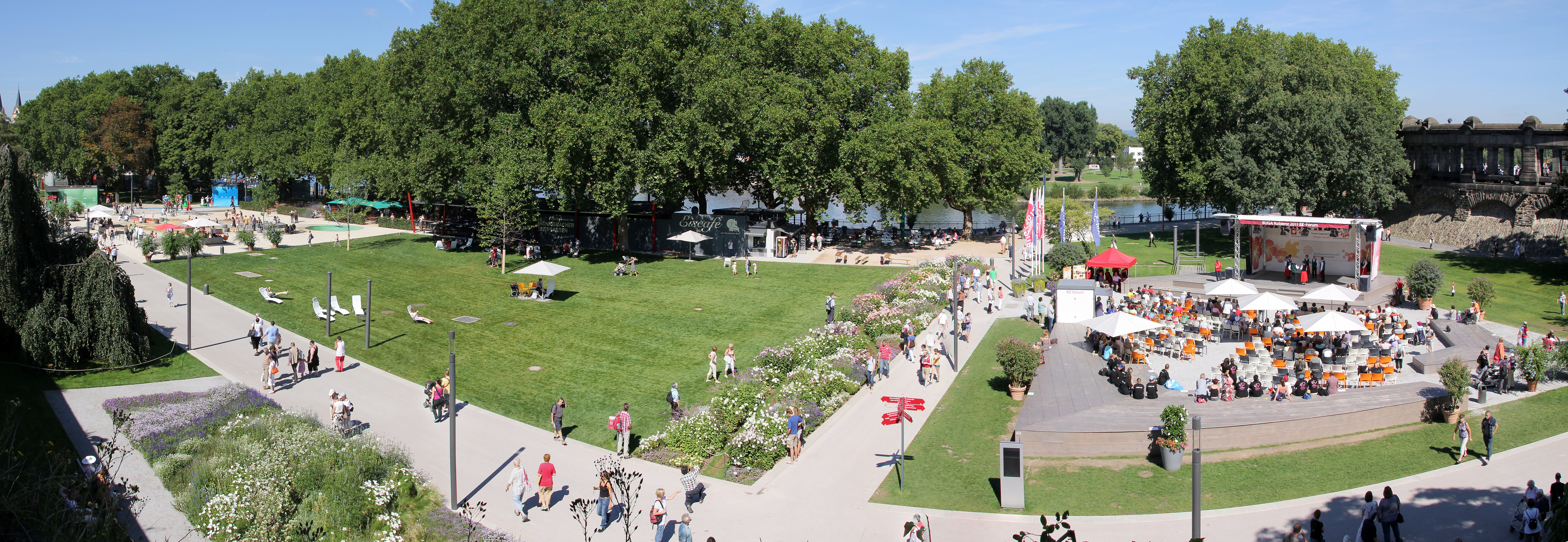
Panoramablick über den Kernbereich und auf das RZ-Forum
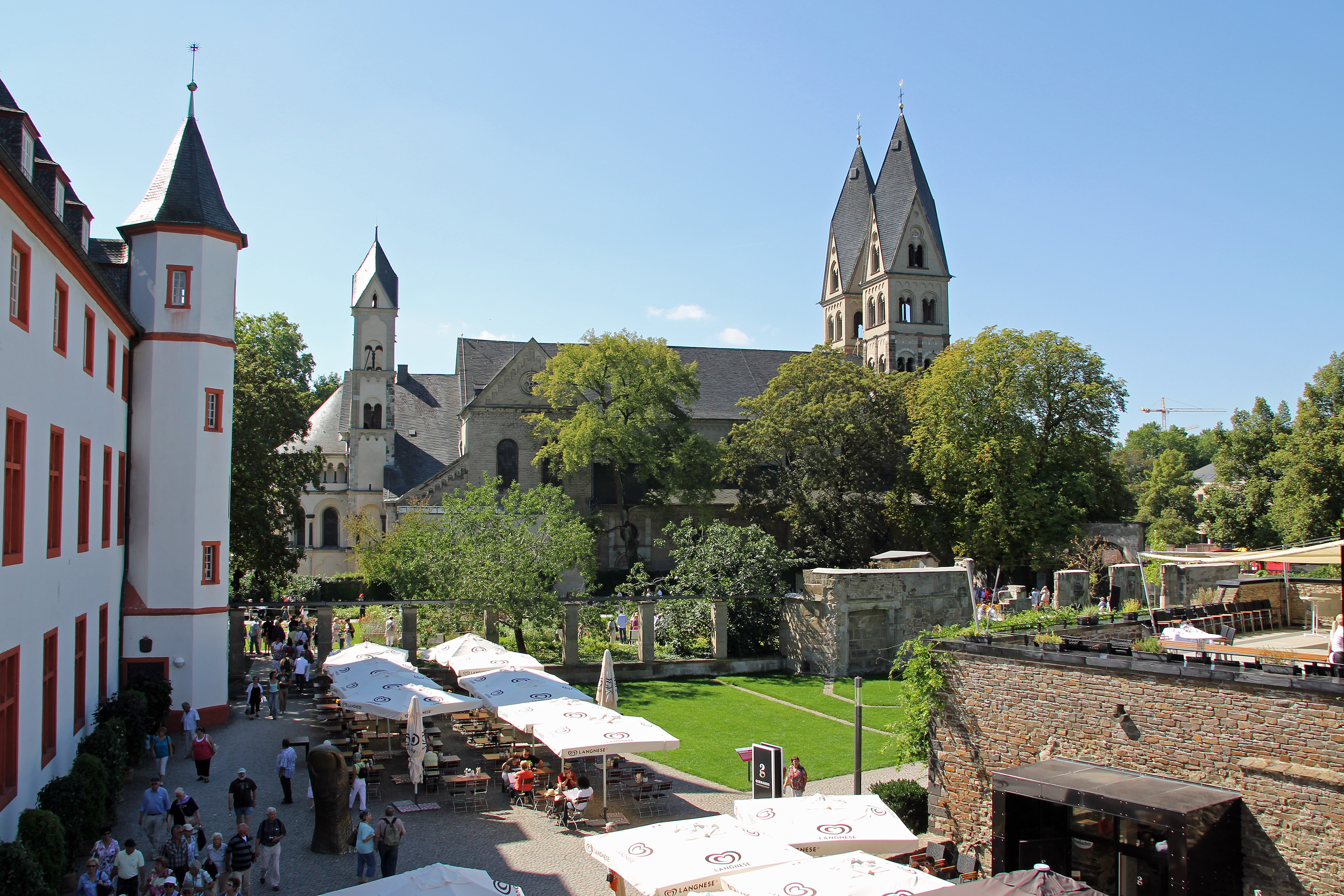
Der Blumenhof und die Kastorkirche
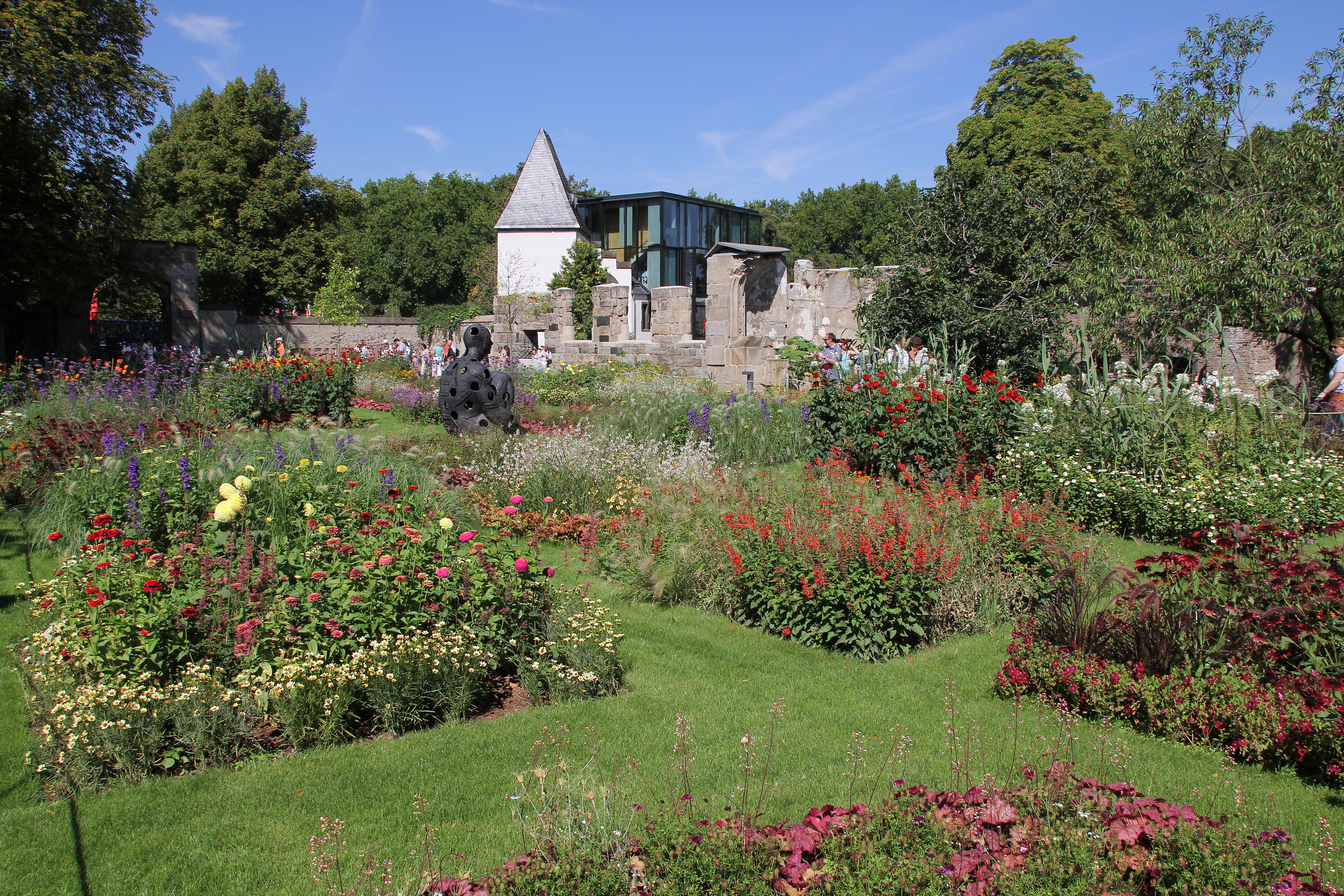
Der Blumenhof

### Rhein- und Moselanlagen
Die Uferanlagen hinter dem Deutschen Eck entlang von Rhein und Mosel wurden saniert. Das Konrad-Adenauer-Ufer ist zu einem Uferboulevard ausgebaut und autofrei gestaltet worden. Auch der südliche Abschnitt der Rheinanlagen wurde umgestaltet und damit der Landschaftspark aufgewertet. Das Pegelhaus wurde um ein Stockwerk erweitert, mit einem Glasdach ausgestattet und fungiert als Aussichtspunkt. Zu einem Streit kam es zwischen dem BUND und der Bundesgartenschau 2011 Koblenz GmbH. Der BUND hatte Bedenken wegen der nötigen Baumfällungen in den Rheinanlagen und rund ums Schloss. Diese wurden aber in einer gemeinsamen Erklärung ausgeräumt. Eine besondere Herausforderung stellte das Hochwasser im Januar 2011 dar. Die Bauarbeiten mussten unterbrochen werden und einige Sicherungsmaßnahmen durchgeführt werden. Die Schadenshöhe durch das Hochwasser bewegt sich nach Schätzungen im sechsstelligen Bereich.

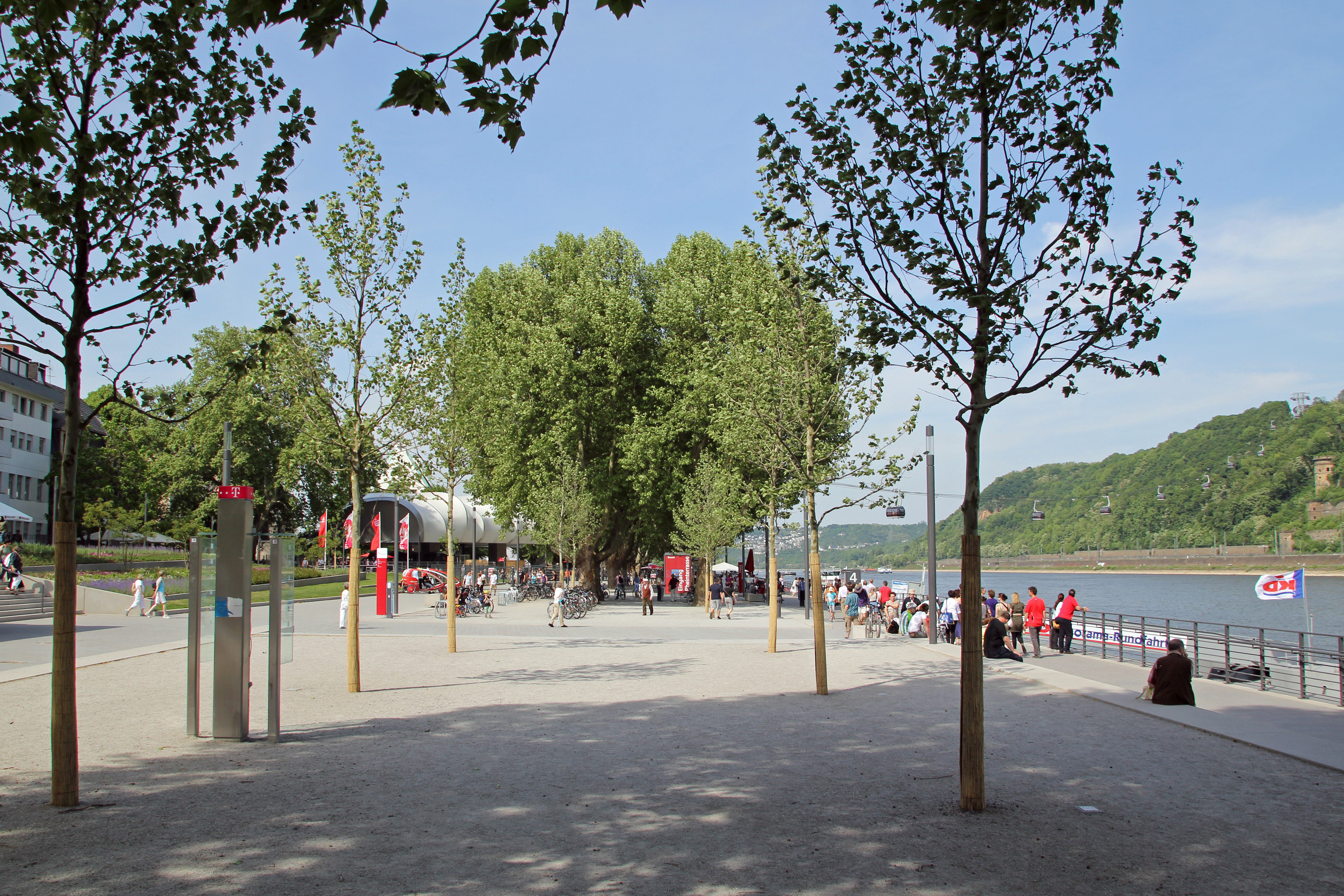
Der autofrei umgestaltete nördliche Abschnitt der Rheinanlagen (Konrad-Adenauer-Ufer)
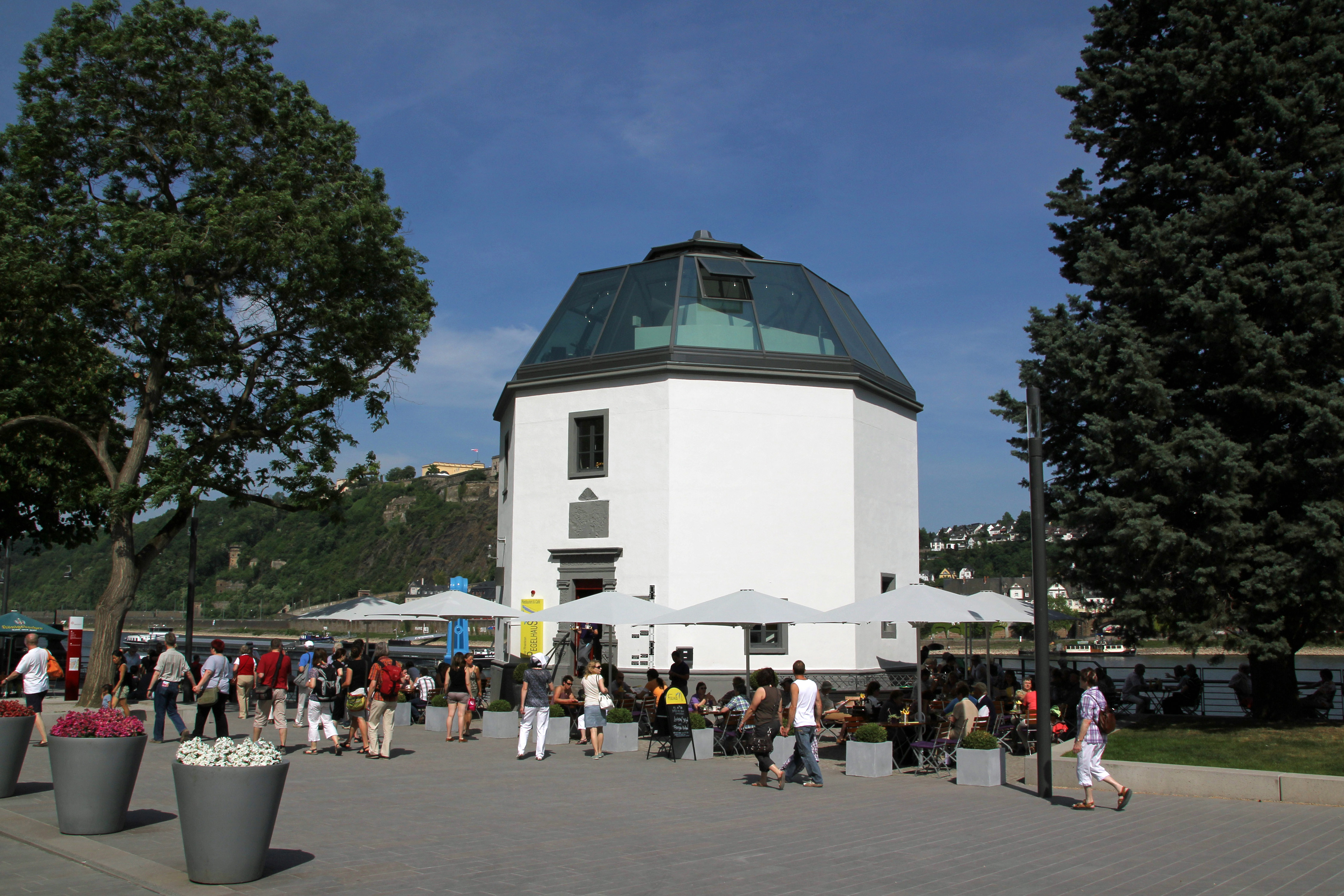
Das Pegelhaus mit Glasdach
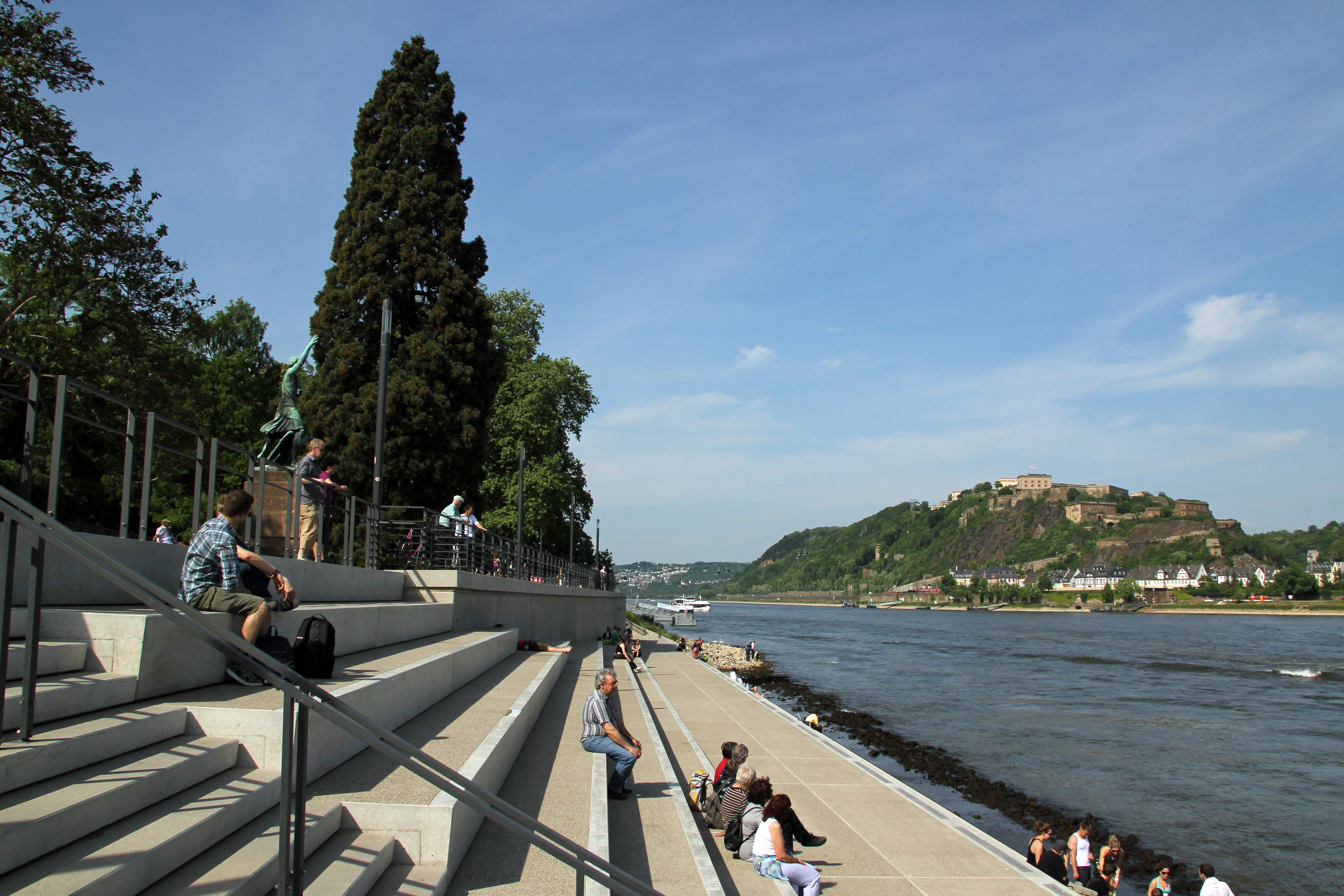
Die Schlossstufen
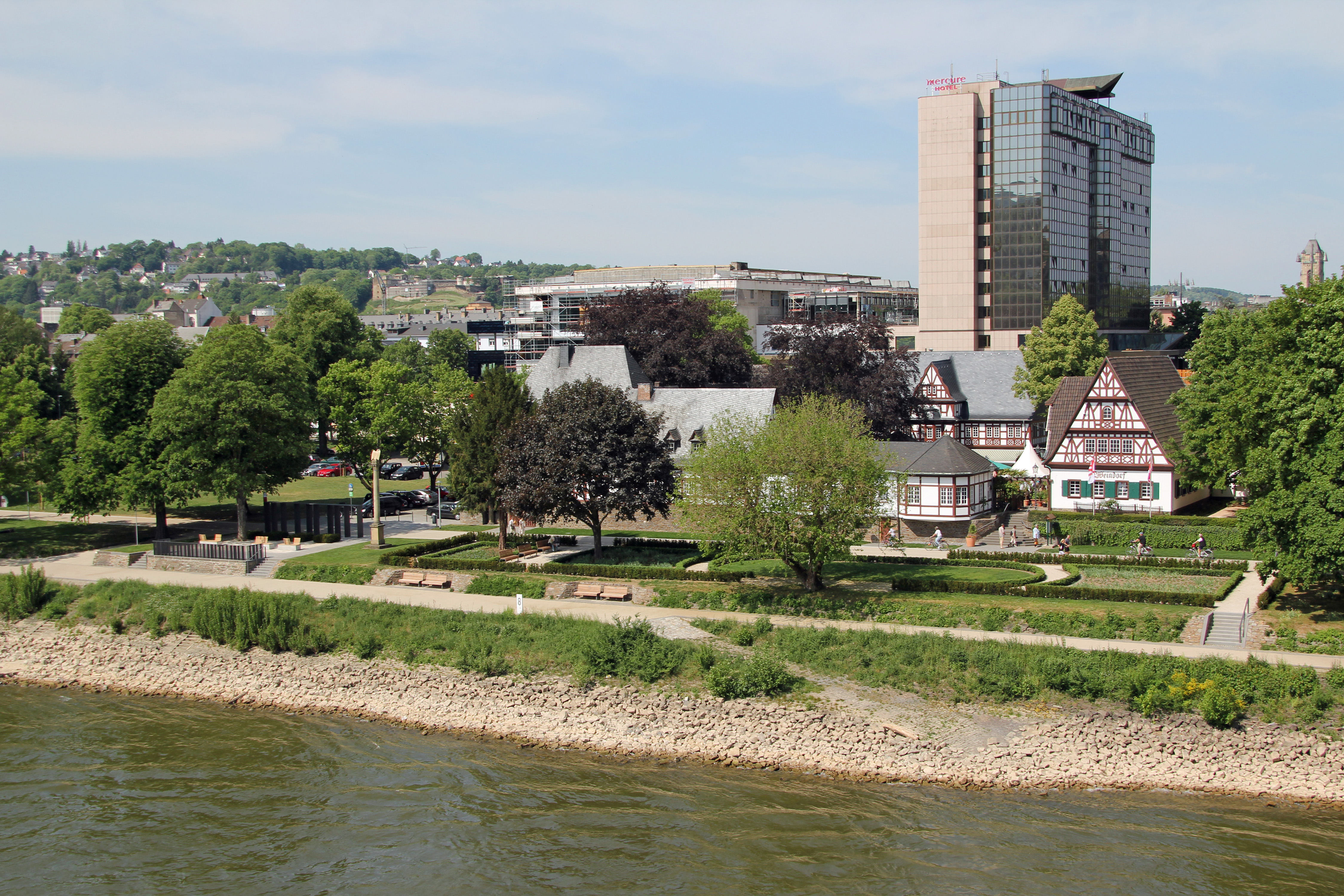
Die umgestalteten Kaiserin-Augusta-Anlagen im Bereich des Weindorfs
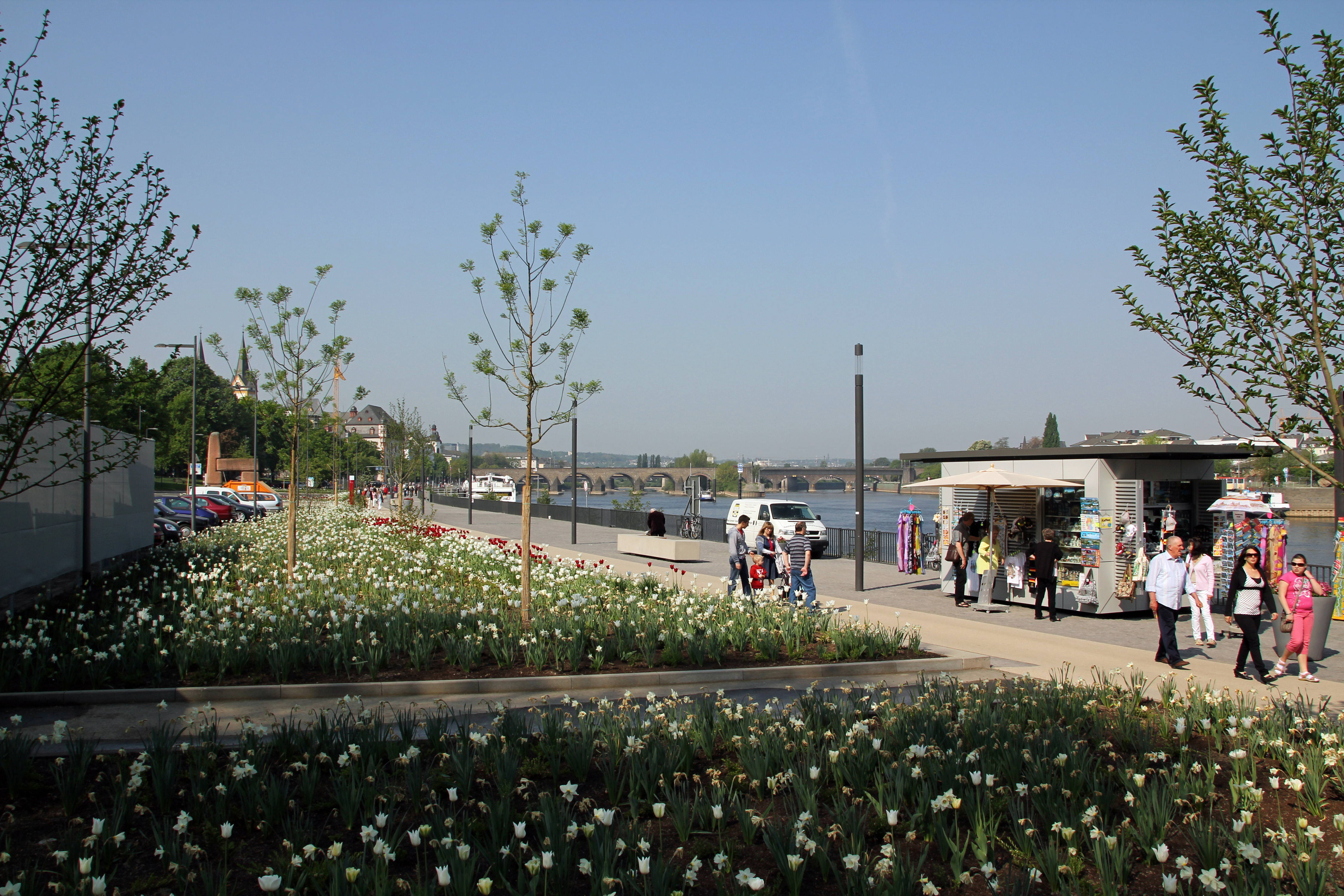
Die Moselanlagen (Peter-Altmeier-Ufer)

### Kabinenseilbahn

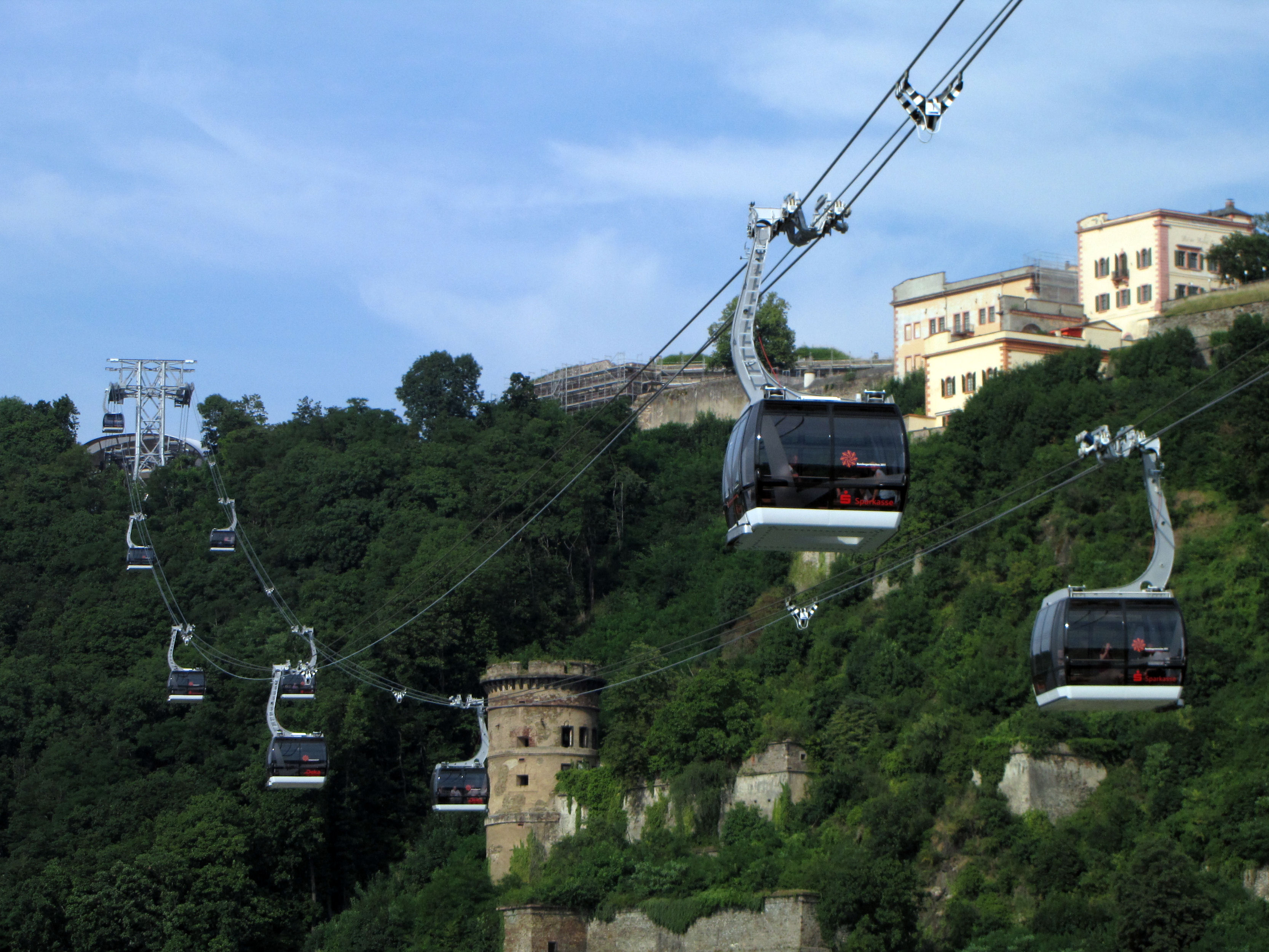
Die Rheinseilbahn am Eröffnungstag

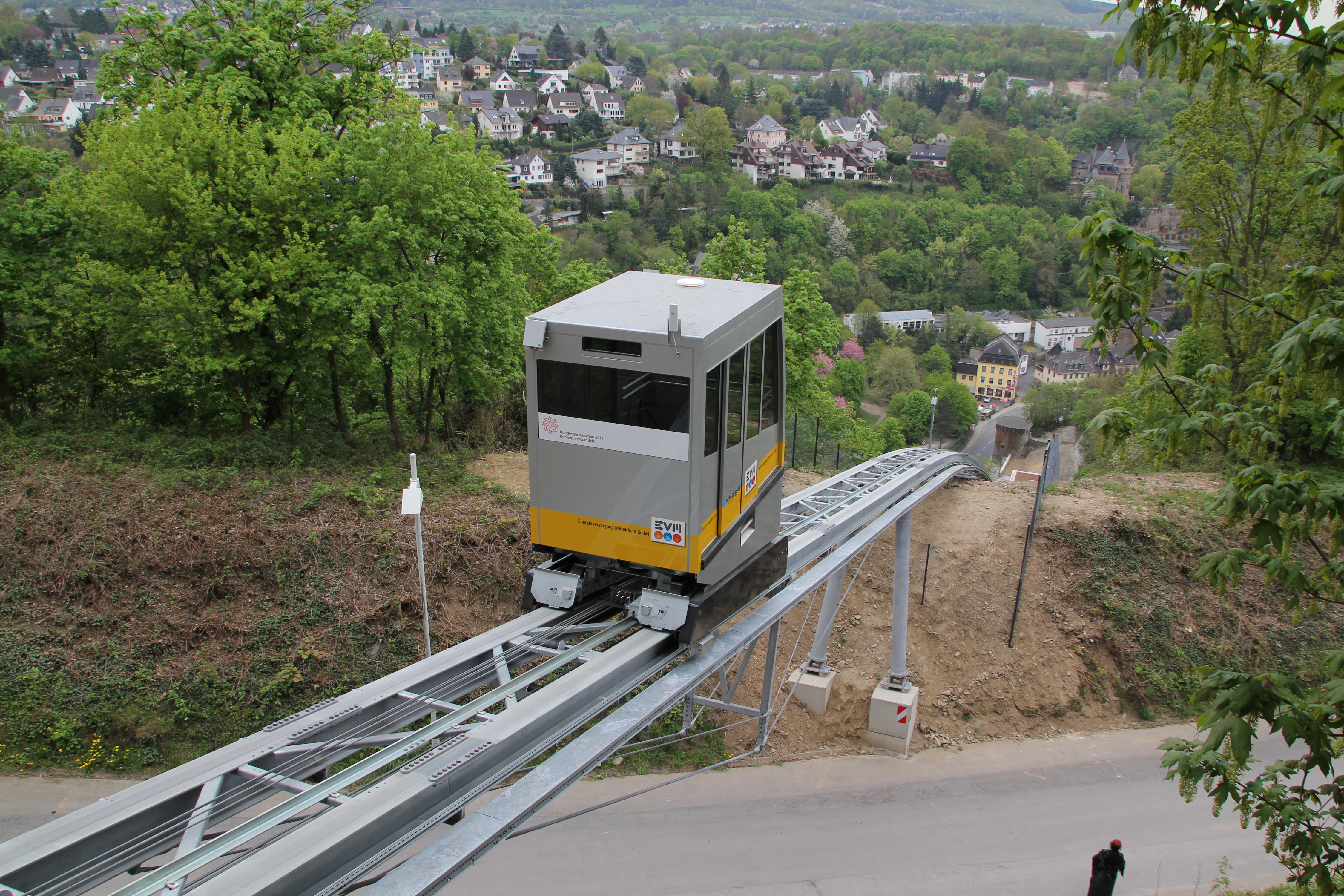
Der Schrägaufzug kurz vor der Einfahrt in die Bergstation

In Koblenz verkehrt mit der Rheinseilbahn seit dem 2. Juli 2010 die weltweit leistungsstärkste Seilbahn. Um die weit auseinander liegenden Kernbereiche auf der linken Rheinseite und auf dem Ehrenbreitstein miteinander zu verbinden, wurde die größte Kabinenseilbahn Europas außerhalb der Alpen durch die österreichische Firma Doppelmayr gebaut. Dazu überwindet die Seilbahn über ein 890 Meter frei über den Rhein gespanntes Seil 112 Höhenmeter zwischen den beiden Stationen. Die Talstation befindet sich in den Rheinanlagen in Höhe der Kastorkirche und die Bergstation auf dem Plateau vor der Festung Ehrenbreitstein. Sie kann mit 18 Kabinen für jeweils 35 Passagiere pro Stunde im Normalbetrieb etwa 3.000 Menschen in jede Richtung befördern. Mit einer maximalen Förderkapazität von insgesamt 7.600 Menschen pro Stunde (bei einer erhöhten Geschwindigkeit mit 5,5 m/s) ist sie weltweit unübertroffen. Sie wurde als Attraktion und ökologisch sinnvolle Verkehrsverbindung zur Bundesgartenschau 2011 errichtet. Um den UNESCO-Welterbe-Status der Kulturlandschaft Oberes Mittelrheintal nicht zu gefährden, wurde zunächst in einem Konzessionsvertrag vereinbart, die Seilbahn bis November 2013 zu betreiben und danach wieder abzubauen. Nach Zustimmung der UNESCO kann die Seilbahn aber bis zum Ende ihrer technisch möglichen Betriebsdauer im Jahr 2026 betrieben werden.

### Schrägaufzug
Der Schrägaufzug Ehrenbreitstein wurde am 15. April 2011 nach zehnmonatiger Bauzeit in Betrieb genommen. Die Baukosten betrugen etwa 2,5 Mio. Euro, finanziert durch das rheinland-pfälzische Wirtschaftsministerium, die Sponsorengemeinschaft EVM/Thüga, die BUGA Koblenz 2011 GmbH und die Stadt Koblenz.

### Weitere Baumaßnahmen
Im Vorfeld der Bundesgartenschau gab es im Stadtgebiet von Koblenz bis 2011 eine Reihe von weiteren Bau- und Sanierungsmaßnahmen sowie Verschönerungen. Einige Bauvorhaben, wie beispielsweise der Hochwasserschutz, wurden aber erst nach der Bundesgartenschau fertiggestellt.

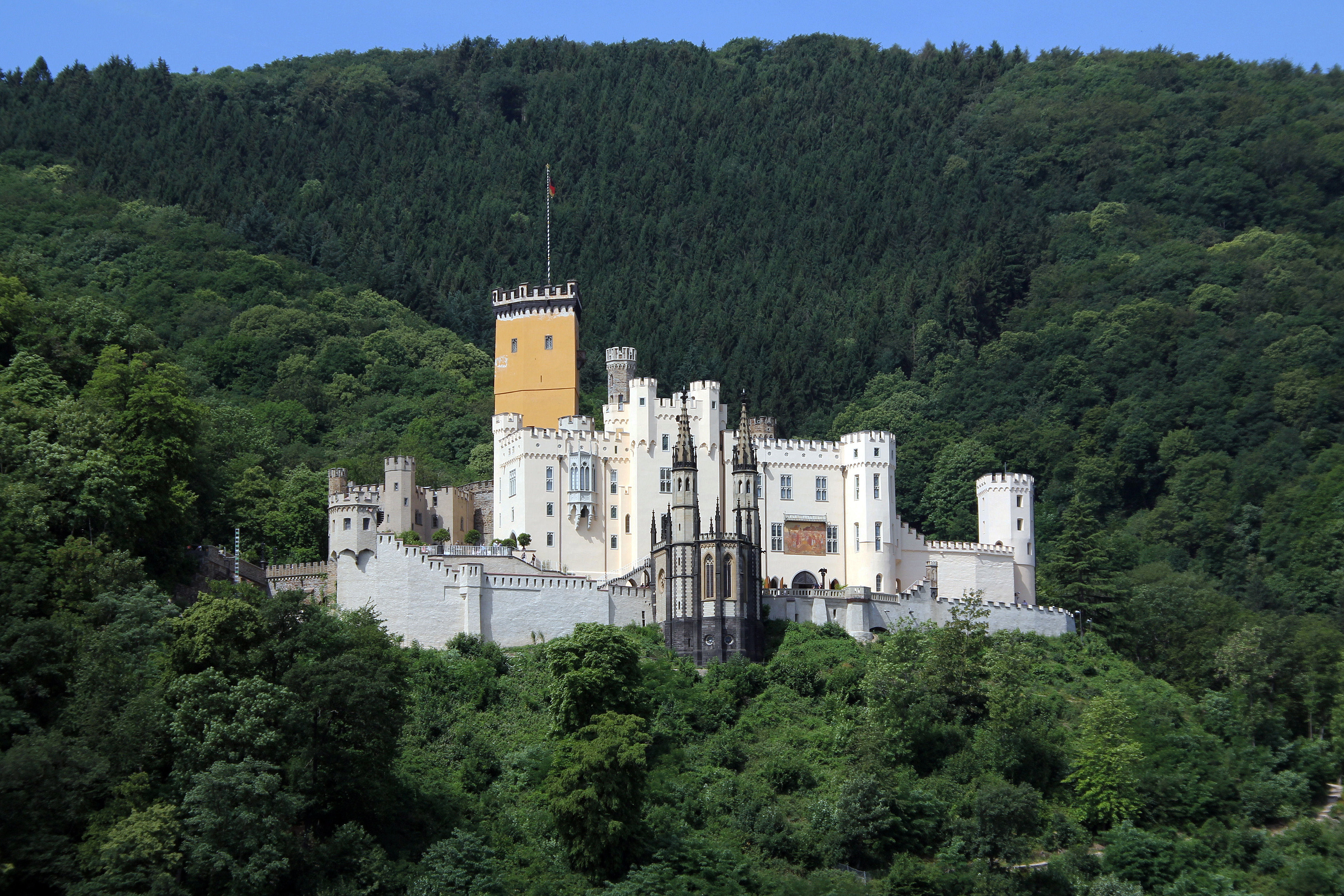
Das zur Bundesgartenschau (teil-)restaurierte Schloss Stolzenfels

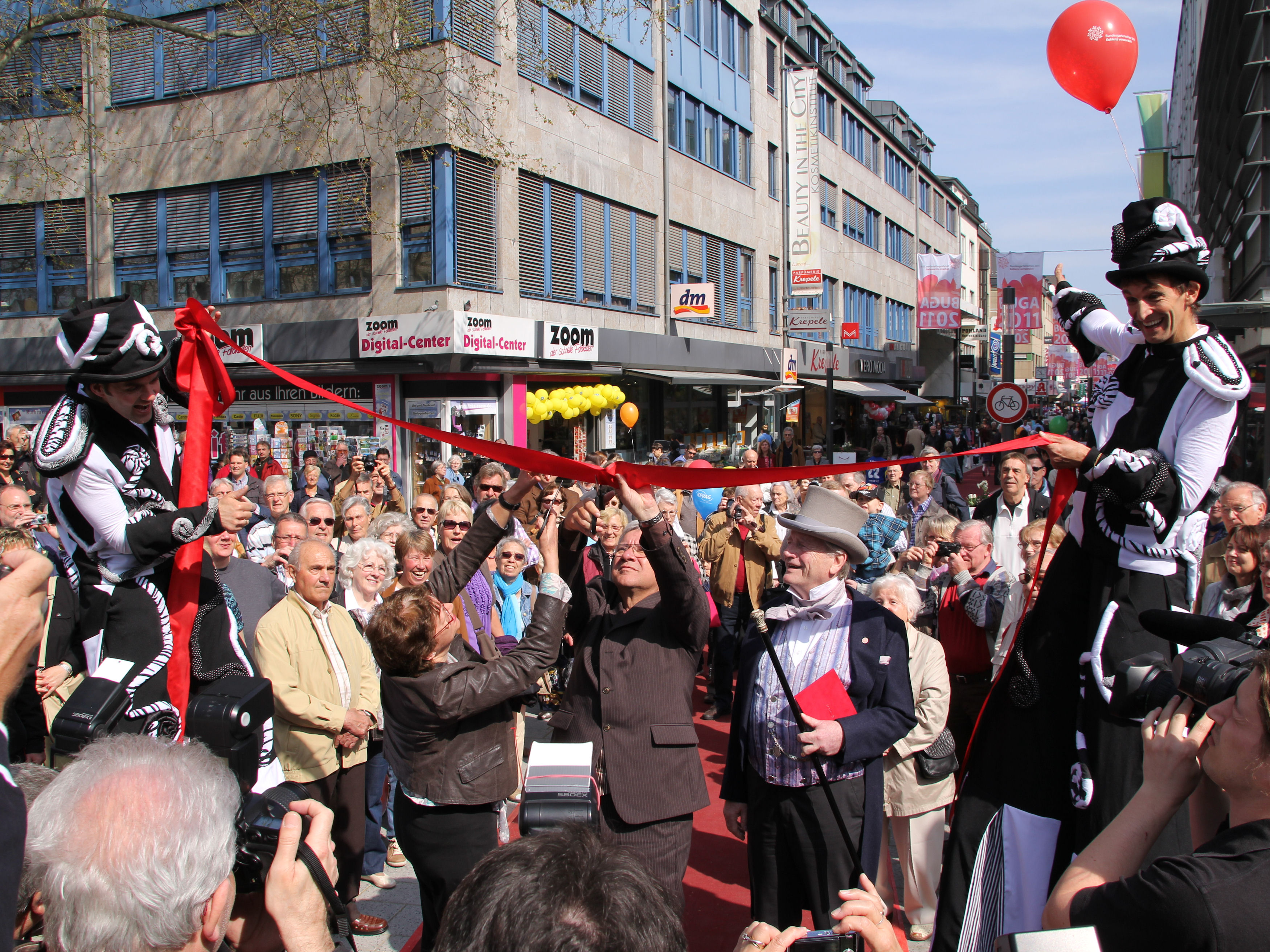
Eröffnung der sanierten Löhrstraße durch Oberbürgermeister Joachim Hofmann-Göttig am 9. April 2011

- Sanierung der Löhrstraße[19]
Die Fußgängerzone in der Koblenzer Innenstadt vom Löhrrondell bis zum Münzplatz wurde für knapp 8 Mio. Euro saniert und in eine Flaniermeile umgewandelt. Die Eröffnung der sanierten Löhrstraße fand am 9. April 2011 statt.
- Schienenhaltepunkt Koblenz Stadtmitte
Hinter dem Löhr-Center wurde für 18,5 Millionen Euro ein mit Landesmitteln geförderter neuer Bahnhaltepunkt errichtet. Von hier sind die touristischen Ziele in der Stadt für Besucher näher erreichbar. Der erste Spatenstich erfolgte am 20. Mai 2009, die Einweihung am 14. April 2011.
- Umgestaltung von Clemens- und Reichenspergerplatz
Mit Umgestaltung der beiden Plätze wurde eine grüne Achse vom Theater hin zum Rhein geschaffen. Bei den Bauarbeiten dazu in der Stresemannstraße wurde am 27. Mai 2009 eine 125 kg schwere amerikanische Fliegerbombe gefunden.[20]
- Umgestaltung der Rheinstraße, dabei wurde das Relief Die gute alte Zeit wieder aufgestellt.
- Restaurierung von Schloss Stolzenfels
Das Schloss Stolzenfels wurde mit 16 Mio. Euro aus Landesmitteln restauriert. Das äußere Erscheinungsbild wurde wieder hergerichtet und die Gärten sind nach den alten Plänen des Gartenbaumeisters Peter Joseph Lenné neu angelegt worden.
- Restaurierung der Gedenkstätte Rittersturz
Die Umgestaltung der Gedenkstätte wurde im Sommer 2008 abgeschlossen.
- Neue Baumpflanzungen in verschiedenen Straßenzügen der Stadt
- Hochwasserschutz für die Stadtteile Lützel und Neuendorf
- Umgestaltung der Korrespondenzbereiche Lützel-Ufer und Rheinanlagen Ehrenbreitstein
- Umgestaltung und Modernisierung der Rhein-Mosel-Halle
Die im Jahr 1962 fertiggestellte Halle wurde zur Buga für 25 Mio. Euro zu einem Kongresszentrum umgebaut.[21]

## Ablauf der Bundesgartenschau

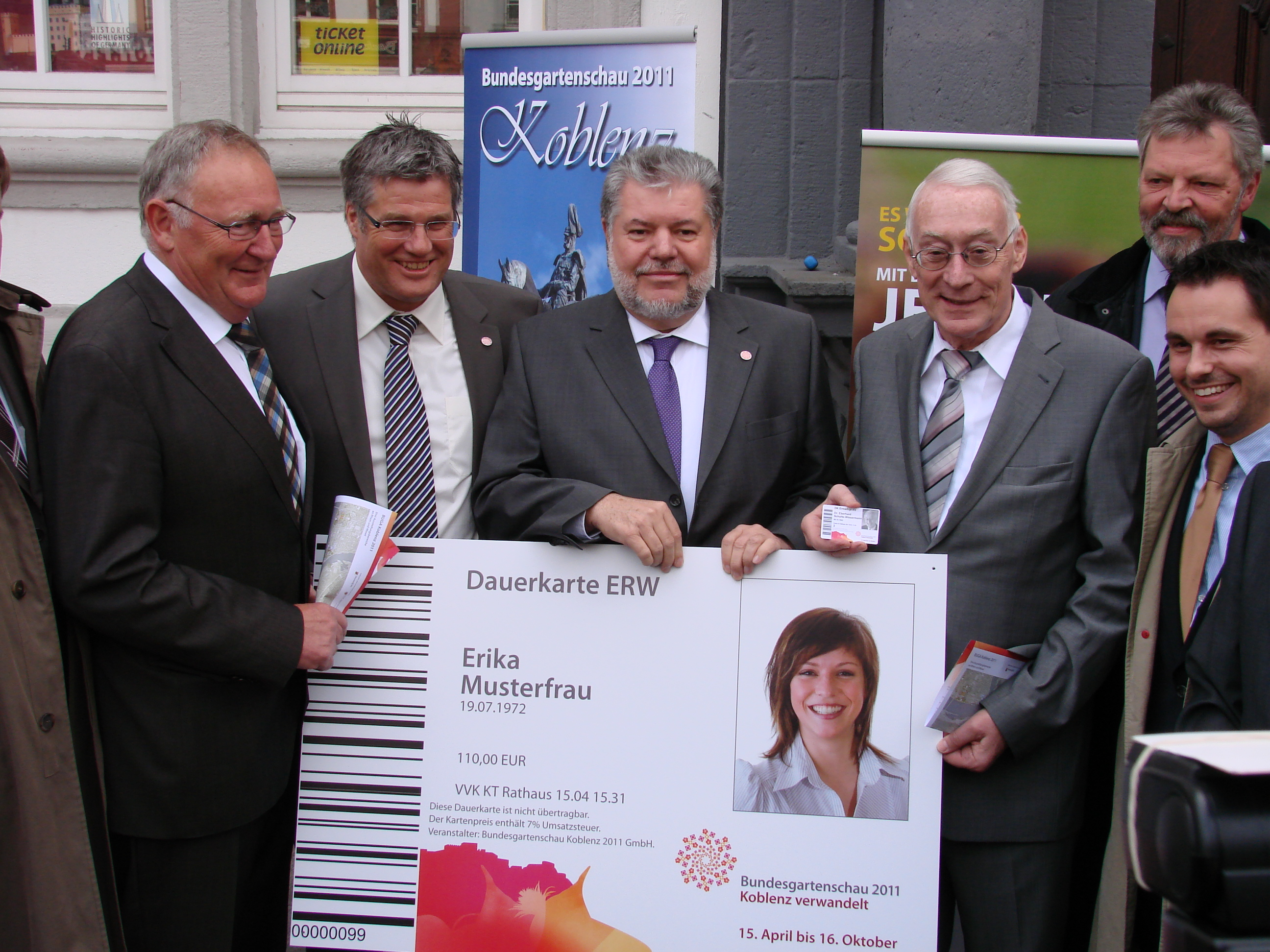
BUGA 2011-Geschäftsführer Hanspeter Faas (2.v.l.), Ministerpräsident Kurt Beck (3.v.l.) und der Koblenzer Oberbürgermeister Eberhard Schulte-Wissermann (3.v.r.) eröffneten den Dauerkartenvorverkauf am 15. April 2010

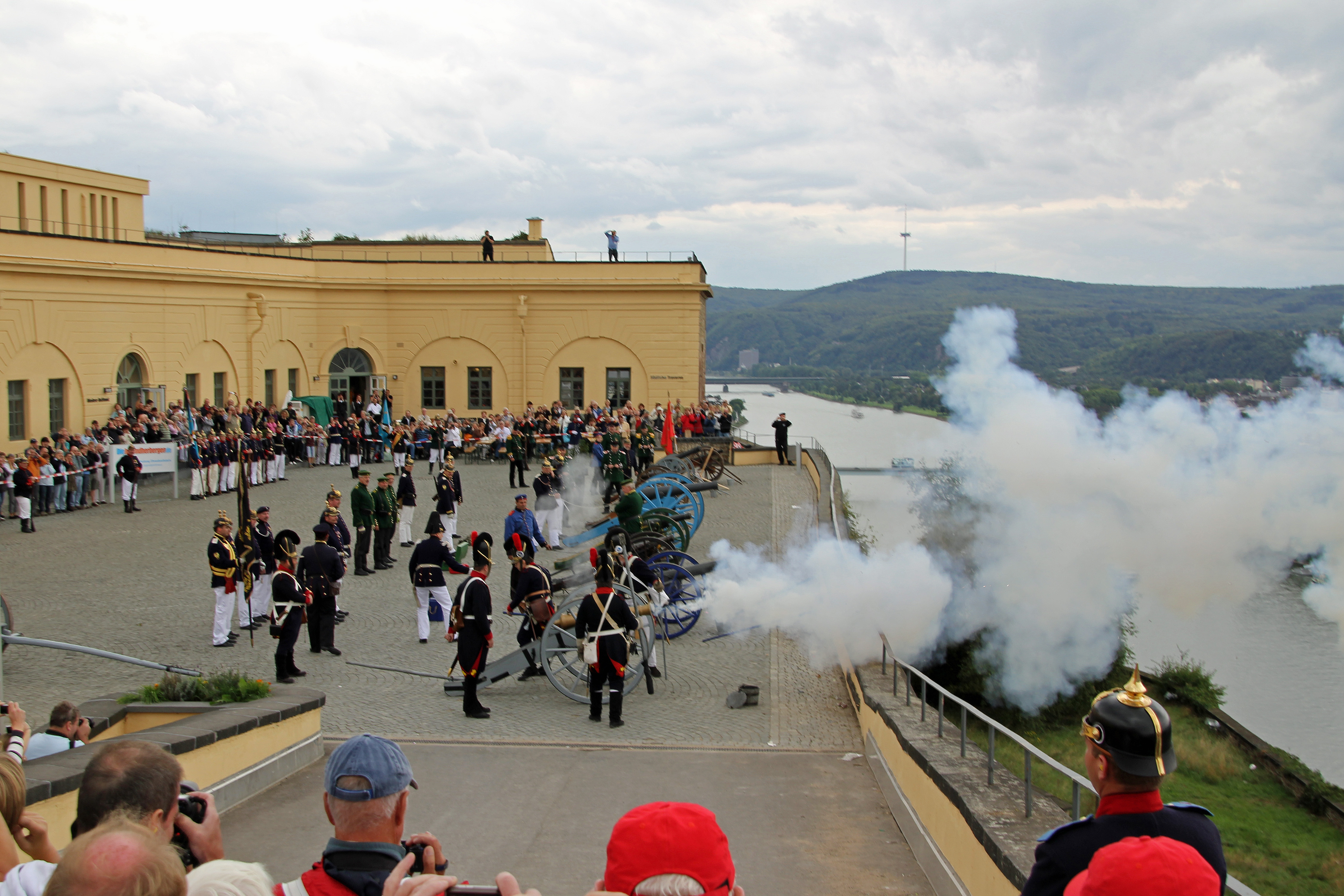
Kanonenschüsse während des Preußentages auf der Festung Ehrenbreitstein am 28. August 2011

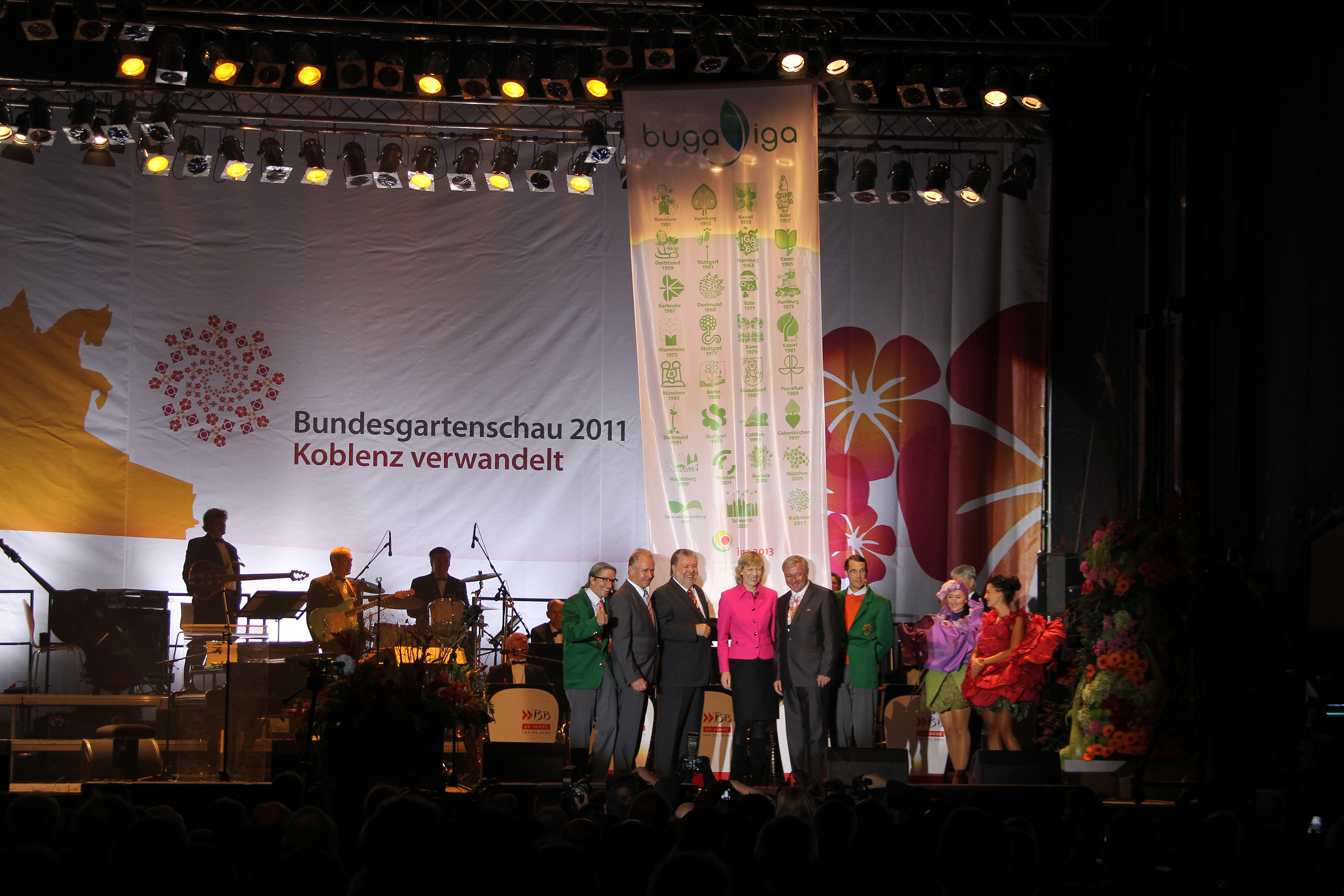
Buga-Abschlussveranstaltung am 16. Oktober 2011: Fahnenübergabe an die Internationale Gartenschau 2013 in Hamburg mit Heinz Herker, Kurt Beck, Dorothee Stapelfeldt und Joachim Hofmann-Göttig, flankiert vom Comedy-Duo “Willi und Ernst”

Ministerpräsident Kurt Beck und der Koblenzer Oberbürgermeister Eberhard Schulte-Wissermann starteten am 15. April 2010 den Vorverkauf für Dauerkarten zur Bundesgartenschau 2011 vor dem Koblenzer Rathaus. Bundespräsident Christian Wulff eröffnete die Bundesgartenschau am 15. April 2011 in einem Festakt am Deutschen Eck. Die Gartenschau, sie bot über 3.000 Veranstaltungen und die Seilbahnfahrt über das Rheintal, endete am 16. Oktober. Am Eröffnungswochenende besuchten bereits 52.000 Menschen die Bundesgartenschau, diese Zahl übertraf alle Erwartungen.
Den Besuchern wurde ein umfangreiches Programm geboten. Für Familien mit Kindern standen drei Spielplätze, ein Kletterpark, eine Skaterplaza und ein Ferienprogramm zur Verfügung. In den Hallen gab es für Gartenliebhaber 20 wechselnde Ausstellungen sowie außerhalb variantenreiche Freilandschauen. Sport- und Musikveranstaltungen rundeten das Programm ab. Kulturellen Highlights waren After-Work-Lounges mit Varieté, Comedy und kleinen Konzerten in Kooperation mit dem Café Hahn sowie die Eröffnung des Kultursommers Rheinland-Pfalz 2011, das SWR4 Sommerfest und das Weltmusikfestival Horizonte mit einer Rekordzahl von 10.000 Besuchern. Das Landeshauptarchiv Koblenz präsentierte monatlich wechselnd im Rheinland-Pfalz-Haus das „Archival des Monats“, startend mit der Schenkungsurkunde des Königshofs Koblenz durch Kaiser Heinrich II. von 1018. Ruhesuchende fanden einen Paradiesgarten, eine Leselounge und einen Klanggarten vor. Für das leibliche Wohl sorgten Imbissstände, Picknick-Konzerte, Biergärten, Restaurants und die Vinothek auf der Festung Ehrenbreitstein.
Bis zum 12. Tag nach der Eröffnung besuchten 200.000 Menschen die Bundesgartenschau in Koblenz und nach nur zwei Monaten wurde bereits die Hälfte der angestrebten 2 Mio. Besucher erreicht. Am 4. August 2011 betrat der zweimillionste Besucher die Bundesgartenschau in Koblenz. Sie hat damit bereits über zwei Monate vor ihrem Ende das Ziel bezüglich der Besucherzahl erreicht. Am 21. September 2011 knackte die Bundesgartenschau die 3-Millionen-Besuchermarke und hält damit seit Einführung des elektronischen Zählsystems 1997 den Besucherrekord einer Bundesgartenschau. Am Abschlusswochenende besuchten noch einmal 40.000 Menschen die Bundesgartenschau in Koblenz. Den Abschluss bildete ein Feuerwerk von der Festung Ehrenbreitstein nach der Abschlussveranstaltung im Festungspark, bei der die Buga-Fahne an die Internationale Gartenschau 2013 in Hamburg überreicht wurde.

## Fazit
In den 185 Tagen besuchten 3.569.269 Menschen die Bundesgartenschau 2011 in Koblenz. Durch die unerwartet hohe Besucherzahl schloss sie mit einem Gewinn von 13 Mio. Euro ab. Das Budget von insgesamt 102 Mio. Euro, das zur Durchführung der Bundesgartenschau veranschlagt worden war, wurde dabei nicht völlig ausgeschöpft. Der Erfolg spiegelt sich auch in den 77.000 verkauften Dauerkarten wider – veranschlagt waren lediglich 36.000 – und in der hohen durchschnittlichen Verweildauer der Besucher von 6,5 Stunden. Die Dauerkartenbesitzer besuchten die Bundesgartenschau insgesamt 975.000 Mal, dies sind 12,7 Besuche pro Dauerkarte. Daneben wurden 940.000 Tagestickets verkauft.
Mit 58 % kamen die meisten Besucher aus Rheinland-Pfalz, gefolgt von Nordrhein-Westfalen (13 %) und Hessen (6,5 %). Die stärkste Besuchergruppe waren die 40- bis 49-Jährigen. Fast 60 % der Besucher waren unter 50 Jahre alt.

## Nachhaltigkeit
Obwohl sie eigentlich eine gärtnerische Leistungsschau war, ist die erreichte städtebauliche Entwicklung der Stadt Koblenz der weitaus größere Erfolg dieser Bundesgartenschau. Große Teile der Kernbereiche bleiben so erhalten, wie sie zur Veranstaltung hergerichtet wurden, und sollen als Naherholungs- und Veranstaltungsflächen genutzt werden. Nach Ende der Bundesgartenschau verschwanden hauptsächlich die üppigen Blumenbeet-Anlagen, aber auch die Bühnen, Blumenhallen, Pavillons und sonstige Einrichtungsgegenstände (z. B. Stühle, Sonnenschirme, Verkaufsstände usw.).
Auf dem Festungsplateau bleibt der großzügig geschaffene Landschaftspark mit der hölzernen Aussichtsplattform erhalten. Der neue Park vor dem Kurfürstlichen Schloss bleibt ebenfalls bestehen, die Blumenkrone wurde allerdings durch eine Rasenfläche ersetzt, und auch die Lange Tafel sowie der Gastronomiebetrieb im Schloss wird den Besuchern weiterhin zur Verfügung stehen. Das Gleiche gilt für den Garten hinter dem Schloss, hier wird die Gartenanlage unangetastet fortbestehen. Der Kaisersaal und das Foyer sowie die Nebenräume im Schloss können für Veranstaltungen genutzt werden. Der autofrei gestaltete Bereich um das Deutsche Eck mit den drei Höfen zwischen Deutschherrenhaus und Kastorkirche wird ebenfalls seinen zur Bundesgartenschau neu geschaffenen Charakter nicht verlieren. Die in allen Bereichen neu errichteten Spielplätze sowie die Skateranlage vor dem Schloss werden dauerhafte Überbleibsel der Bundesgartenschau bleiben. Die Bereiche Schloss und Festungsplateau werden eingezäunt bleiben, um so Vandalismus zu verhindern, aber auch um bei Veranstaltungen Eintritt erheben zu können.
Da aus dem Budget der Bundesgartenschau noch 1,7 Mio. Euro zur Verfügung standen, wurden mit diesem Geld 2012 einige Aktivitäten auf dem ehemaligen Buga-Gelände finanziert. Im Mai 2012 fand in diesen Bereichen, die dann wieder vielfältig aufblühten, ein zwölftägiges Fest statt. Es gab zusätzlich eine erneute Inszenierung der Lichtströme-Veranstaltung. Mit Erneuerung der Festung Ehrenbreitstein soll diese als Kulturfels etabliert werden. Dazu strebt das Land Rheinland-Pfalz einen dauerhaften Erhalt der Rheinseilbahn an. Die eigentlich als reines Transportmittel geplante Seilbahn hat eine weitaus größere Bedeutung für die Region bekommen. Damit konnte die Festung Ehrenbreitstein erstmals optimal erschlossen werden, was auch von der UNESCO anerkannt wird. Im Jahr nach der Bundesgartenschau besuchten ca. 500.000 Menschen die Festung. Diese erhebliche Steigerung der Besucherströme geht auf die verbesserte Erreichbarkeit mittels der Seilbahn und den vielen Veranstaltungen auf dem Festungsgelände zurück. Nach Verhandlungen mit der Firma Doppelmayr Ende 2012 setzte sich die Stadt für einen Erhalt der Seilbahn ein. Der Betreiber ist auch an einer längeren Betriebszeit interessiert. Ein entsprechender Antrag zur längeren Nutzung wurde bei der UNESCO eingereicht. Kritik an einem Weiterbetrieb kam allerdings vom Bistum Trier, weil es eine Beeinträchtigung der Basilika St. Kastor befürchtet. Die UNESCO hat am 19. Juni 2013 in Phnom Penh auf der 37. Sitzung des Welterbekomitees beschlossen, den Betrieb bis 2026 zu erlauben. In diesem Jahr endet die technisch längstmögliche Betriebsdauer.
Der Geist der Bundesgartenschau wird durch die jährlich stattfindende „Koblenzer Gartenkultur“ lebendig gehalten. Der Bundesverband der Gartenschauen bestätigte, dass „es nirgendwo ein solch nachhaltiges Konzept gab wie in Koblenz“. Die Besucher- und Übernachtungszahlen sind in den Jahren nach der Bundesgartenschau kontinuierlich gestiegen. So besuchten 2014 rund 600.000 Menschen die Festung Ehrenbreitstein, weitere etwa 400.000 das Festungsplateau. Die Stadt Koblenz pflegt in Zusammenarbeit mit ehrenamtlichen Helfern aus Vereinen die Gartenanlagen der ehemaligen Buga-Flächen.

## Daten und Fakten
- Dauer: 185 Tage (15. April bis 16. Oktober 2011)
- Größe des Ausstellungsbereichs: 315.000 m²
  - Kernbereich Festungsplateau: 204.000 m²
  - Kernbereich Schloss: 79.500 m²
  - Kernbereich Blumenhof: 31.500 m²
- Gesamtbudget: 102 Mio. Euro
  - Anteil Land Rheinland-Pfalz: 49 Mio. Euro
  - Anteil Stadt Koblenz: 28 Mio. Euro
  - Anteil BUGA GmbH: 25 Mio. Euro
- Gesamtgewinn: 13 Mio. Euro
- Erwartete Besucher: 2.000.000
- Tatsächliche Besucher: 3.569.269
- Verkaufte Dauerkarten: 77.000
- Veranstaltungen: über 3.000
- Bepflanzung
  - Bäume: 295 Stück
  - Blumenzwiebeln: mehrere 100.000 Stück
- Blumenhallen Fläche: über 4.000 m²
- Anzahl Hallenschauen: über 20
- Uferpromenaden Gesamtlänge: 2.150 m

## Kritik
Im Vorfeld der Ausrichtung der Bundesgartenschau 2011 wurde Kritik laut, die Kosten des Großprojektes würden die Leistungsfähigkeit der Stadt Koblenz überfordern und den Stadthaushalt noch weiter ins Minus treiben. Dies spiegelt sich auch im knappen Abstimmungsergebnis des Stadtrats für die Ausrichtung wider. Der Bund der Steuerzahler erwartete ebenfalls, nachdem die vier Vorgängerveranstaltungen vor der Buga Schwerin insgesamt 40 Mio. Euro Verlust gemacht haben, allein München 13 Mio. Euro und Rostock 20 Mio. Euro, einen Verlust in Koblenz. Entgegen den Befürchtungen erreichte die Bundesgartenschau in Koblenz jedoch einen Gewinn von 13 Mio. Euro, was hauptsächlich auf den großen Erfolg zurückzuführen ist, der sich in der in dieser Höhe nicht erwarteten Zahl von über 3,5 Mio. Besuchern widerspiegelt. Der rheinland-pfälzische Ministerpräsident Kurt Beck (SPD) bezeichnete zum Abschluss die Bundesgartenschau 2011 als „durchschlagenden Erfolg“. Die Investitionen des Landes, der Stadt und der Unternehmen seien nachhaltig und ertragreich gewesen. Laut Bund der Steuerzahler habe die Bundesgartenschau 2011 jedoch rund 112 Mio. Euro gekostet, wovon nur 42 Mio. Euro durch Einnahmen gedeckt wurden. Das verbleibende Defizit von rund 70 Mio. Euro ist steuerfinanziert. Der Geschäftsführer des rheinland-pfälzischen Bundes der Steuerzahler Stefan Winkel kritisiert: „Dass sich Koblenz weiter verschuldet hat, der städtische Haushalt mit jährlichen Zinsausgaben belastet wird, wird völlig ausgeblendet“.
Meinungen in der Bevölkerung befürchteten, die Stadt würde angesichts der Millionen von Besuchern in einem Verkehrschaos ersticken und die von jeher schon angespannte Parkplatzsituation würde sich noch weiter verschlechtern. Die Behinderungen durch die vielfach in der Stadt verteilten Baumaßnahmen führten zusätzlich zu einer Verschlechterung der Stimmung. Die lange aufgeschobenen und notwendigen Baumaßnahmen wurden nun aber endlich durchgeführt. Die touristischen Highlights der Stadt wurden wieder hergerichtet und erstrahlen in neuem Glanz. Das erwartete Verkehrschaos blieb aus.
Im Interview mit dem Bonner General-Anzeiger äußerten der Koblenzer Oberbürgermeister Joachim Hofmann-Göttig und der Geschäftsführer der Bundesgartenschau Hanspeter Faas, dass sich die anfängliche große Skepsis der Bürger im Verlauf der Gartenschau in eine Euphorie gewandelt habe. Einzig allein die Parkplatzsituation bleibt ein Wermutstropfen, denn die Anzahl hat sich tatsächlich verringert und die Kosten dafür stiegen an.
Die Koblenzer Rhein-Zeitung sieht als Fazit der Bundesgartenschau 2011, dass die Kosten der Buga auf den Haushalt der Stadt drücken, sich dies aber gelohnt habe. Die Buga sei für die Stadt Koblenz ein Konjunkturprogramm und dies mitten in der Finanzkrise. Für die beteiligten Unternehmen und die Touristikbranche sei sie ein voller Erfolg. Es sei in die Stadt investiert worden, und zwar nicht nur mit öffentlichen Mitteln. Koblenz erstrahle in einem seit seiner Zerstörung im Zweiten Weltkrieg nicht mehr gesehenen Glanz. Das Ergebnis der Besucherbefragung lasse hoffen, viele Besucher wollen erneut in die Region reisen.